# Deep Blue - Kasparov, 1996, partita 1
La prima partita della sfida di scacchi tra il computer scacchistico IBM Deep Blue e Garri Kasparov, disputata il 10 febbraio 1996 a Filadelfia, fu la prima partita vinta da un computer, progettato esclusivamente per giocare a scacchi, contro un Campione del mondo di scacchi, giocata in condizioni normali di torneo.
Deep Blue vinse la partita, ma Kasparov rovesciò il risultato nelle seguenti cinque partite (tre vinte e due patte) vincendo così il match. Nella rivincita del match, giocata nel 1997, Deep Blue riuscì a vincere per 3,5 a 2,5.

## La partita
|   | a | b | c | d | e | f | g | h |   |
| 8 | a8 torre del nero · e8 re del nero · h8 torre del nero · a7 pedone del nero · b7 pedone del nero · f7 pedone del nero · g7 pedone del nero · h7 pedone del nero · c6 cavallo del nero · e6 pedone del nero · f6 cavallo del nero · d5 donna del nero · h5 alfiere del nero · b4 alfiere del nero · d4 pedone del bianco · e3 alfiere del bianco · f3 cavallo del bianco · h3 pedone del bianco · a2 pedone del bianco · b2 pedone del bianco · e2 alfiere del bianco · f2 pedone del bianco · g2 pedone del bianco · a1 torre del bianco · b1 cavallo del bianco · d1 donna del bianco · f1 torre del bianco · g1 re del bianco | a8 torre del nero · e8 re del nero · h8 torre del nero · a7 pedone del nero · b7 pedone del nero · f7 pedone del nero · g7 pedone del nero · h7 pedone del nero · c6 cavallo del nero · e6 pedone del nero · f6 cavallo del nero · d5 donna del nero · h5 alfiere del nero · b4 alfiere del nero · d4 pedone del bianco · e3 alfiere del bianco · f3 cavallo del bianco · h3 pedone del bianco · a2 pedone del bianco · b2 pedone del bianco · e2 alfiere del bianco · f2 pedone del bianco · g2 pedone del bianco · a1 torre del bianco · b1 cavallo del bianco · d1 donna del bianco · f1 torre del bianco · g1 re del bianco | a8 torre del nero · e8 re del nero · h8 torre del nero · a7 pedone del nero · b7 pedone del nero · f7 pedone del nero · g7 pedone del nero · h7 pedone del nero · c6 cavallo del nero · e6 pedone del nero · f6 cavallo del nero · d5 donna del nero · h5 alfiere del nero · b4 alfiere del nero · d4 pedone del bianco · e3 alfiere del bianco · f3 cavallo del bianco · h3 pedone del bianco · a2 pedone del bianco · b2 pedone del bianco · e2 alfiere del bianco · f2 pedone del bianco · g2 pedone del bianco · a1 torre del bianco · b1 cavallo del bianco · d1 donna del bianco · f1 torre del bianco · g1 re del bianco | a8 torre del nero · e8 re del nero · h8 torre del nero · a7 pedone del nero · b7 pedone del nero · f7 pedone del nero · g7 pedone del nero · h7 pedone del nero · c6 cavallo del nero · e6 pedone del nero · f6 cavallo del nero · d5 donna del nero · h5 alfiere del nero · b4 alfiere del nero · d4 pedone del bianco · e3 alfiere del bianco · f3 cavallo del bianco · h3 pedone del bianco · a2 pedone del bianco · b2 pedone del bianco · e2 alfiere del bianco · f2 pedone del bianco · g2 pedone del bianco · a1 torre del bianco · b1 cavallo del bianco · d1 donna del bianco · f1 torre del bianco · g1 re del bianco | a8 torre del nero · e8 re del nero · h8 torre del nero · a7 pedone del nero · b7 pedone del nero · f7 pedone del nero · g7 pedone del nero · h7 pedone del nero · c6 cavallo del nero · e6 pedone del nero · f6 cavallo del nero · d5 donna del nero · h5 alfiere del nero · b4 alfiere del nero · d4 pedone del bianco · e3 alfiere del bianco · f3 cavallo del bianco · h3 pedone del bianco · a2 pedone del bianco · b2 pedone del bianco · e2 alfiere del bianco · f2 pedone del bianco · g2 pedone del bianco · a1 torre del bianco · b1 cavallo del bianco · d1 donna del bianco · f1 torre del bianco · g1 re del bianco | a8 torre del nero · e8 re del nero · h8 torre del nero · a7 pedone del nero · b7 pedone del nero · f7 pedone del nero · g7 pedone del nero · h7 pedone del nero · c6 cavallo del nero · e6 pedone del nero · f6 cavallo del nero · d5 donna del nero · h5 alfiere del nero · b4 alfiere del nero · d4 pedone del bianco · e3 alfiere del bianco · f3 cavallo del bianco · h3 pedone del bianco · a2 pedone del bianco · b2 pedone del bianco · e2 alfiere del bianco · f2 pedone del bianco · g2 pedone del bianco · a1 torre del bianco · b1 cavallo del bianco · d1 donna del bianco · f1 torre del bianco · g1 re del bianco | a8 torre del nero · e8 re del nero · h8 torre del nero · a7 pedone del nero · b7 pedone del nero · f7 pedone del nero · g7 pedone del nero · h7 pedone del nero · c6 cavallo del nero · e6 pedone del nero · f6 cavallo del nero · d5 donna del nero · h5 alfiere del nero · b4 alfiere del nero · d4 pedone del bianco · e3 alfiere del bianco · f3 cavallo del bianco · h3 pedone del bianco · a2 pedone del bianco · b2 pedone del bianco · e2 alfiere del bianco · f2 pedone del bianco · g2 pedone del bianco · a1 torre del bianco · b1 cavallo del bianco · d1 donna del bianco · f1 torre del bianco · g1 re del bianco | a8 torre del nero · e8 re del nero · h8 torre del nero · a7 pedone del nero · b7 pedone del nero · f7 pedone del nero · g7 pedone del nero · h7 pedone del nero · c6 cavallo del nero · e6 pedone del nero · f6 cavallo del nero · d5 donna del nero · h5 alfiere del nero · b4 alfiere del nero · d4 pedone del bianco · e3 alfiere del bianco · f3 cavallo del bianco · h3 pedone del bianco · a2 pedone del bianco · b2 pedone del bianco · e2 alfiere del bianco · f2 pedone del bianco · g2 pedone del bianco · a1 torre del bianco · b1 cavallo del bianco · d1 donna del bianco · f1 torre del bianco · g1 re del bianco | 8 |
| 7 | a8 torre del nero · e8 re del nero · h8 torre del nero · a7 pedone del nero · b7 pedone del nero · f7 pedone del nero · g7 pedone del nero · h7 pedone del nero · c6 cavallo del nero · e6 pedone del nero · f6 cavallo del nero · d5 donna del nero · h5 alfiere del nero · b4 alfiere del nero · d4 pedone del bianco · e3 alfiere del bianco · f3 cavallo del bianco · h3 pedone del bianco · a2 pedone del bianco · b2 pedone del bianco · e2 alfiere del bianco · f2 pedone del bianco · g2 pedone del bianco · a1 torre del bianco · b1 cavallo del bianco · d1 donna del bianco · f1 torre del bianco · g1 re del bianco | a8 torre del nero · e8 re del nero · h8 torre del nero · a7 pedone del nero · b7 pedone del nero · f7 pedone del nero · g7 pedone del nero · h7 pedone del nero · c6 cavallo del nero · e6 pedone del nero · f6 cavallo del nero · d5 donna del nero · h5 alfiere del nero · b4 alfiere del nero · d4 pedone del bianco · e3 alfiere del bianco · f3 cavallo del bianco · h3 pedone del bianco · a2 pedone del bianco · b2 pedone del bianco · e2 alfiere del bianco · f2 pedone del bianco · g2 pedone del bianco · a1 torre del bianco · b1 cavallo del bianco · d1 donna del bianco · f1 torre del bianco · g1 re del bianco | a8 torre del nero · e8 re del nero · h8 torre del nero · a7 pedone del nero · b7 pedone del nero · f7 pedone del nero · g7 pedone del nero · h7 pedone del nero · c6 cavallo del nero · e6 pedone del nero · f6 cavallo del nero · d5 donna del nero · h5 alfiere del nero · b4 alfiere del nero · d4 pedone del bianco · e3 alfiere del bianco · f3 cavallo del bianco · h3 pedone del bianco · a2 pedone del bianco · b2 pedone del bianco · e2 alfiere del bianco · f2 pedone del bianco · g2 pedone del bianco · a1 torre del bianco · b1 cavallo del bianco · d1 donna del bianco · f1 torre del bianco · g1 re del bianco | a8 torre del nero · e8 re del nero · h8 torre del nero · a7 pedone del nero · b7 pedone del nero · f7 pedone del nero · g7 pedone del nero · h7 pedone del nero · c6 cavallo del nero · e6 pedone del nero · f6 cavallo del nero · d5 donna del nero · h5 alfiere del nero · b4 alfiere del nero · d4 pedone del bianco · e3 alfiere del bianco · f3 cavallo del bianco · h3 pedone del bianco · a2 pedone del bianco · b2 pedone del bianco · e2 alfiere del bianco · f2 pedone del bianco · g2 pedone del bianco · a1 torre del bianco · b1 cavallo del bianco · d1 donna del bianco · f1 torre del bianco · g1 re del bianco | a8 torre del nero · e8 re del nero · h8 torre del nero · a7 pedone del nero · b7 pedone del nero · f7 pedone del nero · g7 pedone del nero · h7 pedone del nero · c6 cavallo del nero · e6 pedone del nero · f6 cavallo del nero · d5 donna del nero · h5 alfiere del nero · b4 alfiere del nero · d4 pedone del bianco · e3 alfiere del bianco · f3 cavallo del bianco · h3 pedone del bianco · a2 pedone del bianco · b2 pedone del bianco · e2 alfiere del bianco · f2 pedone del bianco · g2 pedone del bianco · a1 torre del bianco · b1 cavallo del bianco · d1 donna del bianco · f1 torre del bianco · g1 re del bianco | a8 torre del nero · e8 re del nero · h8 torre del nero · a7 pedone del nero · b7 pedone del nero · f7 pedone del nero · g7 pedone del nero · h7 pedone del nero · c6 cavallo del nero · e6 pedone del nero · f6 cavallo del nero · d5 donna del nero · h5 alfiere del nero · b4 alfiere del nero · d4 pedone del bianco · e3 alfiere del bianco · f3 cavallo del bianco · h3 pedone del bianco · a2 pedone del bianco · b2 pedone del bianco · e2 alfiere del bianco · f2 pedone del bianco · g2 pedone del bianco · a1 torre del bianco · b1 cavallo del bianco · d1 donna del bianco · f1 torre del bianco · g1 re del bianco | a8 torre del nero · e8 re del nero · h8 torre del nero · a7 pedone del nero · b7 pedone del nero · f7 pedone del nero · g7 pedone del nero · h7 pedone del nero · c6 cavallo del nero · e6 pedone del nero · f6 cavallo del nero · d5 donna del nero · h5 alfiere del nero · b4 alfiere del nero · d4 pedone del bianco · e3 alfiere del bianco · f3 cavallo del bianco · h3 pedone del bianco · a2 pedone del bianco · b2 pedone del bianco · e2 alfiere del bianco · f2 pedone del bianco · g2 pedone del bianco · a1 torre del bianco · b1 cavallo del bianco · d1 donna del bianco · f1 torre del bianco · g1 re del bianco | a8 torre del nero · e8 re del nero · h8 torre del nero · a7 pedone del nero · b7 pedone del nero · f7 pedone del nero · g7 pedone del nero · h7 pedone del nero · c6 cavallo del nero · e6 pedone del nero · f6 cavallo del nero · d5 donna del nero · h5 alfiere del nero · b4 alfiere del nero · d4 pedone del bianco · e3 alfiere del bianco · f3 cavallo del bianco · h3 pedone del bianco · a2 pedone del bianco · b2 pedone del bianco · e2 alfiere del bianco · f2 pedone del bianco · g2 pedone del bianco · a1 torre del bianco · b1 cavallo del bianco · d1 donna del bianco · f1 torre del bianco · g1 re del bianco | 7 |
| 6 | a8 torre del nero · e8 re del nero · h8 torre del nero · a7 pedone del nero · b7 pedone del nero · f7 pedone del nero · g7 pedone del nero · h7 pedone del nero · c6 cavallo del nero · e6 pedone del nero · f6 cavallo del nero · d5 donna del nero · h5 alfiere del nero · b4 alfiere del nero · d4 pedone del bianco · e3 alfiere del bianco · f3 cavallo del bianco · h3 pedone del bianco · a2 pedone del bianco · b2 pedone del bianco · e2 alfiere del bianco · f2 pedone del bianco · g2 pedone del bianco · a1 torre del bianco · b1 cavallo del bianco · d1 donna del bianco · f1 torre del bianco · g1 re del bianco | a8 torre del nero · e8 re del nero · h8 torre del nero · a7 pedone del nero · b7 pedone del nero · f7 pedone del nero · g7 pedone del nero · h7 pedone del nero · c6 cavallo del nero · e6 pedone del nero · f6 cavallo del nero · d5 donna del nero · h5 alfiere del nero · b4 alfiere del nero · d4 pedone del bianco · e3 alfiere del bianco · f3 cavallo del bianco · h3 pedone del bianco · a2 pedone del bianco · b2 pedone del bianco · e2 alfiere del bianco · f2 pedone del bianco · g2 pedone del bianco · a1 torre del bianco · b1 cavallo del bianco · d1 donna del bianco · f1 torre del bianco · g1 re del bianco | a8 torre del nero · e8 re del nero · h8 torre del nero · a7 pedone del nero · b7 pedone del nero · f7 pedone del nero · g7 pedone del nero · h7 pedone del nero · c6 cavallo del nero · e6 pedone del nero · f6 cavallo del nero · d5 donna del nero · h5 alfiere del nero · b4 alfiere del nero · d4 pedone del bianco · e3 alfiere del bianco · f3 cavallo del bianco · h3 pedone del bianco · a2 pedone del bianco · b2 pedone del bianco · e2 alfiere del bianco · f2 pedone del bianco · g2 pedone del bianco · a1 torre del bianco · b1 cavallo del bianco · d1 donna del bianco · f1 torre del bianco · g1 re del bianco | a8 torre del nero · e8 re del nero · h8 torre del nero · a7 pedone del nero · b7 pedone del nero · f7 pedone del nero · g7 pedone del nero · h7 pedone del nero · c6 cavallo del nero · e6 pedone del nero · f6 cavallo del nero · d5 donna del nero · h5 alfiere del nero · b4 alfiere del nero · d4 pedone del bianco · e3 alfiere del bianco · f3 cavallo del bianco · h3 pedone del bianco · a2 pedone del bianco · b2 pedone del bianco · e2 alfiere del bianco · f2 pedone del bianco · g2 pedone del bianco · a1 torre del bianco · b1 cavallo del bianco · d1 donna del bianco · f1 torre del bianco · g1 re del bianco | a8 torre del nero · e8 re del nero · h8 torre del nero · a7 pedone del nero · b7 pedone del nero · f7 pedone del nero · g7 pedone del nero · h7 pedone del nero · c6 cavallo del nero · e6 pedone del nero · f6 cavallo del nero · d5 donna del nero · h5 alfiere del nero · b4 alfiere del nero · d4 pedone del bianco · e3 alfiere del bianco · f3 cavallo del bianco · h3 pedone del bianco · a2 pedone del bianco · b2 pedone del bianco · e2 alfiere del bianco · f2 pedone del bianco · g2 pedone del bianco · a1 torre del bianco · b1 cavallo del bianco · d1 donna del bianco · f1 torre del bianco · g1 re del bianco | a8 torre del nero · e8 re del nero · h8 torre del nero · a7 pedone del nero · b7 pedone del nero · f7 pedone del nero · g7 pedone del nero · h7 pedone del nero · c6 cavallo del nero · e6 pedone del nero · f6 cavallo del nero · d5 donna del nero · h5 alfiere del nero · b4 alfiere del nero · d4 pedone del bianco · e3 alfiere del bianco · f3 cavallo del bianco · h3 pedone del bianco · a2 pedone del bianco · b2 pedone del bianco · e2 alfiere del bianco · f2 pedone del bianco · g2 pedone del bianco · a1 torre del bianco · b1 cavallo del bianco · d1 donna del bianco · f1 torre del bianco · g1 re del bianco | a8 torre del nero · e8 re del nero · h8 torre del nero · a7 pedone del nero · b7 pedone del nero · f7 pedone del nero · g7 pedone del nero · h7 pedone del nero · c6 cavallo del nero · e6 pedone del nero · f6 cavallo del nero · d5 donna del nero · h5 alfiere del nero · b4 alfiere del nero · d4 pedone del bianco · e3 alfiere del bianco · f3 cavallo del bianco · h3 pedone del bianco · a2 pedone del bianco · b2 pedone del bianco · e2 alfiere del bianco · f2 pedone del bianco · g2 pedone del bianco · a1 torre del bianco · b1 cavallo del bianco · d1 donna del bianco · f1 torre del bianco · g1 re del bianco | a8 torre del nero · e8 re del nero · h8 torre del nero · a7 pedone del nero · b7 pedone del nero · f7 pedone del nero · g7 pedone del nero · h7 pedone del nero · c6 cavallo del nero · e6 pedone del nero · f6 cavallo del nero · d5 donna del nero · h5 alfiere del nero · b4 alfiere del nero · d4 pedone del bianco · e3 alfiere del bianco · f3 cavallo del bianco · h3 pedone del bianco · a2 pedone del bianco · b2 pedone del bianco · e2 alfiere del bianco · f2 pedone del bianco · g2 pedone del bianco · a1 torre del bianco · b1 cavallo del bianco · d1 donna del bianco · f1 torre del bianco · g1 re del bianco | 6 |
| 5 | a8 torre del nero · e8 re del nero · h8 torre del nero · a7 pedone del nero · b7 pedone del nero · f7 pedone del nero · g7 pedone del nero · h7 pedone del nero · c6 cavallo del nero · e6 pedone del nero · f6 cavallo del nero · d5 donna del nero · h5 alfiere del nero · b4 alfiere del nero · d4 pedone del bianco · e3 alfiere del bianco · f3 cavallo del bianco · h3 pedone del bianco · a2 pedone del bianco · b2 pedone del bianco · e2 alfiere del bianco · f2 pedone del bianco · g2 pedone del bianco · a1 torre del bianco · b1 cavallo del bianco · d1 donna del bianco · f1 torre del bianco · g1 re del bianco | a8 torre del nero · e8 re del nero · h8 torre del nero · a7 pedone del nero · b7 pedone del nero · f7 pedone del nero · g7 pedone del nero · h7 pedone del nero · c6 cavallo del nero · e6 pedone del nero · f6 cavallo del nero · d5 donna del nero · h5 alfiere del nero · b4 alfiere del nero · d4 pedone del bianco · e3 alfiere del bianco · f3 cavallo del bianco · h3 pedone del bianco · a2 pedone del bianco · b2 pedone del bianco · e2 alfiere del bianco · f2 pedone del bianco · g2 pedone del bianco · a1 torre del bianco · b1 cavallo del bianco · d1 donna del bianco · f1 torre del bianco · g1 re del bianco | a8 torre del nero · e8 re del nero · h8 torre del nero · a7 pedone del nero · b7 pedone del nero · f7 pedone del nero · g7 pedone del nero · h7 pedone del nero · c6 cavallo del nero · e6 pedone del nero · f6 cavallo del nero · d5 donna del nero · h5 alfiere del nero · b4 alfiere del nero · d4 pedone del bianco · e3 alfiere del bianco · f3 cavallo del bianco · h3 pedone del bianco · a2 pedone del bianco · b2 pedone del bianco · e2 alfiere del bianco · f2 pedone del bianco · g2 pedone del bianco · a1 torre del bianco · b1 cavallo del bianco · d1 donna del bianco · f1 torre del bianco · g1 re del bianco | a8 torre del nero · e8 re del nero · h8 torre del nero · a7 pedone del nero · b7 pedone del nero · f7 pedone del nero · g7 pedone del nero · h7 pedone del nero · c6 cavallo del nero · e6 pedone del nero · f6 cavallo del nero · d5 donna del nero · h5 alfiere del nero · b4 alfiere del nero · d4 pedone del bianco · e3 alfiere del bianco · f3 cavallo del bianco · h3 pedone del bianco · a2 pedone del bianco · b2 pedone del bianco · e2 alfiere del bianco · f2 pedone del bianco · g2 pedone del bianco · a1 torre del bianco · b1 cavallo del bianco · d1 donna del bianco · f1 torre del bianco · g1 re del bianco | a8 torre del nero · e8 re del nero · h8 torre del nero · a7 pedone del nero · b7 pedone del nero · f7 pedone del nero · g7 pedone del nero · h7 pedone del nero · c6 cavallo del nero · e6 pedone del nero · f6 cavallo del nero · d5 donna del nero · h5 alfiere del nero · b4 alfiere del nero · d4 pedone del bianco · e3 alfiere del bianco · f3 cavallo del bianco · h3 pedone del bianco · a2 pedone del bianco · b2 pedone del bianco · e2 alfiere del bianco · f2 pedone del bianco · g2 pedone del bianco · a1 torre del bianco · b1 cavallo del bianco · d1 donna del bianco · f1 torre del bianco · g1 re del bianco | a8 torre del nero · e8 re del nero · h8 torre del nero · a7 pedone del nero · b7 pedone del nero · f7 pedone del nero · g7 pedone del nero · h7 pedone del nero · c6 cavallo del nero · e6 pedone del nero · f6 cavallo del nero · d5 donna del nero · h5 alfiere del nero · b4 alfiere del nero · d4 pedone del bianco · e3 alfiere del bianco · f3 cavallo del bianco · h3 pedone del bianco · a2 pedone del bianco · b2 pedone del bianco · e2 alfiere del bianco · f2 pedone del bianco · g2 pedone del bianco · a1 torre del bianco · b1 cavallo del bianco · d1 donna del bianco · f1 torre del bianco · g1 re del bianco | a8 torre del nero · e8 re del nero · h8 torre del nero · a7 pedone del nero · b7 pedone del nero · f7 pedone del nero · g7 pedone del nero · h7 pedone del nero · c6 cavallo del nero · e6 pedone del nero · f6 cavallo del nero · d5 donna del nero · h5 alfiere del nero · b4 alfiere del nero · d4 pedone del bianco · e3 alfiere del bianco · f3 cavallo del bianco · h3 pedone del bianco · a2 pedone del bianco · b2 pedone del bianco · e2 alfiere del bianco · f2 pedone del bianco · g2 pedone del bianco · a1 torre del bianco · b1 cavallo del bianco · d1 donna del bianco · f1 torre del bianco · g1 re del bianco | a8 torre del nero · e8 re del nero · h8 torre del nero · a7 pedone del nero · b7 pedone del nero · f7 pedone del nero · g7 pedone del nero · h7 pedone del nero · c6 cavallo del nero · e6 pedone del nero · f6 cavallo del nero · d5 donna del nero · h5 alfiere del nero · b4 alfiere del nero · d4 pedone del bianco · e3 alfiere del bianco · f3 cavallo del bianco · h3 pedone del bianco · a2 pedone del bianco · b2 pedone del bianco · e2 alfiere del bianco · f2 pedone del bianco · g2 pedone del bianco · a1 torre del bianco · b1 cavallo del bianco · d1 donna del bianco · f1 torre del bianco · g1 re del bianco | 5 |
| 4 | a8 torre del nero · e8 re del nero · h8 torre del nero · a7 pedone del nero · b7 pedone del nero · f7 pedone del nero · g7 pedone del nero · h7 pedone del nero · c6 cavallo del nero · e6 pedone del nero · f6 cavallo del nero · d5 donna del nero · h5 alfiere del nero · b4 alfiere del nero · d4 pedone del bianco · e3 alfiere del bianco · f3 cavallo del bianco · h3 pedone del bianco · a2 pedone del bianco · b2 pedone del bianco · e2 alfiere del bianco · f2 pedone del bianco · g2 pedone del bianco · a1 torre del bianco · b1 cavallo del bianco · d1 donna del bianco · f1 torre del bianco · g1 re del bianco | a8 torre del nero · e8 re del nero · h8 torre del nero · a7 pedone del nero · b7 pedone del nero · f7 pedone del nero · g7 pedone del nero · h7 pedone del nero · c6 cavallo del nero · e6 pedone del nero · f6 cavallo del nero · d5 donna del nero · h5 alfiere del nero · b4 alfiere del nero · d4 pedone del bianco · e3 alfiere del bianco · f3 cavallo del bianco · h3 pedone del bianco · a2 pedone del bianco · b2 pedone del bianco · e2 alfiere del bianco · f2 pedone del bianco · g2 pedone del bianco · a1 torre del bianco · b1 cavallo del bianco · d1 donna del bianco · f1 torre del bianco · g1 re del bianco | a8 torre del nero · e8 re del nero · h8 torre del nero · a7 pedone del nero · b7 pedone del nero · f7 pedone del nero · g7 pedone del nero · h7 pedone del nero · c6 cavallo del nero · e6 pedone del nero · f6 cavallo del nero · d5 donna del nero · h5 alfiere del nero · b4 alfiere del nero · d4 pedone del bianco · e3 alfiere del bianco · f3 cavallo del bianco · h3 pedone del bianco · a2 pedone del bianco · b2 pedone del bianco · e2 alfiere del bianco · f2 pedone del bianco · g2 pedone del bianco · a1 torre del bianco · b1 cavallo del bianco · d1 donna del bianco · f1 torre del bianco · g1 re del bianco | a8 torre del nero · e8 re del nero · h8 torre del nero · a7 pedone del nero · b7 pedone del nero · f7 pedone del nero · g7 pedone del nero · h7 pedone del nero · c6 cavallo del nero · e6 pedone del nero · f6 cavallo del nero · d5 donna del nero · h5 alfiere del nero · b4 alfiere del nero · d4 pedone del bianco · e3 alfiere del bianco · f3 cavallo del bianco · h3 pedone del bianco · a2 pedone del bianco · b2 pedone del bianco · e2 alfiere del bianco · f2 pedone del bianco · g2 pedone del bianco · a1 torre del bianco · b1 cavallo del bianco · d1 donna del bianco · f1 torre del bianco · g1 re del bianco | a8 torre del nero · e8 re del nero · h8 torre del nero · a7 pedone del nero · b7 pedone del nero · f7 pedone del nero · g7 pedone del nero · h7 pedone del nero · c6 cavallo del nero · e6 pedone del nero · f6 cavallo del nero · d5 donna del nero · h5 alfiere del nero · b4 alfiere del nero · d4 pedone del bianco · e3 alfiere del bianco · f3 cavallo del bianco · h3 pedone del bianco · a2 pedone del bianco · b2 pedone del bianco · e2 alfiere del bianco · f2 pedone del bianco · g2 pedone del bianco · a1 torre del bianco · b1 cavallo del bianco · d1 donna del bianco · f1 torre del bianco · g1 re del bianco | a8 torre del nero · e8 re del nero · h8 torre del nero · a7 pedone del nero · b7 pedone del nero · f7 pedone del nero · g7 pedone del nero · h7 pedone del nero · c6 cavallo del nero · e6 pedone del nero · f6 cavallo del nero · d5 donna del nero · h5 alfiere del nero · b4 alfiere del nero · d4 pedone del bianco · e3 alfiere del bianco · f3 cavallo del bianco · h3 pedone del bianco · a2 pedone del bianco · b2 pedone del bianco · e2 alfiere del bianco · f2 pedone del bianco · g2 pedone del bianco · a1 torre del bianco · b1 cavallo del bianco · d1 donna del bianco · f1 torre del bianco · g1 re del bianco | a8 torre del nero · e8 re del nero · h8 torre del nero · a7 pedone del nero · b7 pedone del nero · f7 pedone del nero · g7 pedone del nero · h7 pedone del nero · c6 cavallo del nero · e6 pedone del nero · f6 cavallo del nero · d5 donna del nero · h5 alfiere del nero · b4 alfiere del nero · d4 pedone del bianco · e3 alfiere del bianco · f3 cavallo del bianco · h3 pedone del bianco · a2 pedone del bianco · b2 pedone del bianco · e2 alfiere del bianco · f2 pedone del bianco · g2 pedone del bianco · a1 torre del bianco · b1 cavallo del bianco · d1 donna del bianco · f1 torre del bianco · g1 re del bianco | a8 torre del nero · e8 re del nero · h8 torre del nero · a7 pedone del nero · b7 pedone del nero · f7 pedone del nero · g7 pedone del nero · h7 pedone del nero · c6 cavallo del nero · e6 pedone del nero · f6 cavallo del nero · d5 donna del nero · h5 alfiere del nero · b4 alfiere del nero · d4 pedone del bianco · e3 alfiere del bianco · f3 cavallo del bianco · h3 pedone del bianco · a2 pedone del bianco · b2 pedone del bianco · e2 alfiere del bianco · f2 pedone del bianco · g2 pedone del bianco · a1 torre del bianco · b1 cavallo del bianco · d1 donna del bianco · f1 torre del bianco · g1 re del bianco | 4 |
| 3 | a8 torre del nero · e8 re del nero · h8 torre del nero · a7 pedone del nero · b7 pedone del nero · f7 pedone del nero · g7 pedone del nero · h7 pedone del nero · c6 cavallo del nero · e6 pedone del nero · f6 cavallo del nero · d5 donna del nero · h5 alfiere del nero · b4 alfiere del nero · d4 pedone del bianco · e3 alfiere del bianco · f3 cavallo del bianco · h3 pedone del bianco · a2 pedone del bianco · b2 pedone del bianco · e2 alfiere del bianco · f2 pedone del bianco · g2 pedone del bianco · a1 torre del bianco · b1 cavallo del bianco · d1 donna del bianco · f1 torre del bianco · g1 re del bianco | a8 torre del nero · e8 re del nero · h8 torre del nero · a7 pedone del nero · b7 pedone del nero · f7 pedone del nero · g7 pedone del nero · h7 pedone del nero · c6 cavallo del nero · e6 pedone del nero · f6 cavallo del nero · d5 donna del nero · h5 alfiere del nero · b4 alfiere del nero · d4 pedone del bianco · e3 alfiere del bianco · f3 cavallo del bianco · h3 pedone del bianco · a2 pedone del bianco · b2 pedone del bianco · e2 alfiere del bianco · f2 pedone del bianco · g2 pedone del bianco · a1 torre del bianco · b1 cavallo del bianco · d1 donna del bianco · f1 torre del bianco · g1 re del bianco | a8 torre del nero · e8 re del nero · h8 torre del nero · a7 pedone del nero · b7 pedone del nero · f7 pedone del nero · g7 pedone del nero · h7 pedone del nero · c6 cavallo del nero · e6 pedone del nero · f6 cavallo del nero · d5 donna del nero · h5 alfiere del nero · b4 alfiere del nero · d4 pedone del bianco · e3 alfiere del bianco · f3 cavallo del bianco · h3 pedone del bianco · a2 pedone del bianco · b2 pedone del bianco · e2 alfiere del bianco · f2 pedone del bianco · g2 pedone del bianco · a1 torre del bianco · b1 cavallo del bianco · d1 donna del bianco · f1 torre del bianco · g1 re del bianco | a8 torre del nero · e8 re del nero · h8 torre del nero · a7 pedone del nero · b7 pedone del nero · f7 pedone del nero · g7 pedone del nero · h7 pedone del nero · c6 cavallo del nero · e6 pedone del nero · f6 cavallo del nero · d5 donna del nero · h5 alfiere del nero · b4 alfiere del nero · d4 pedone del bianco · e3 alfiere del bianco · f3 cavallo del bianco · h3 pedone del bianco · a2 pedone del bianco · b2 pedone del bianco · e2 alfiere del bianco · f2 pedone del bianco · g2 pedone del bianco · a1 torre del bianco · b1 cavallo del bianco · d1 donna del bianco · f1 torre del bianco · g1 re del bianco | a8 torre del nero · e8 re del nero · h8 torre del nero · a7 pedone del nero · b7 pedone del nero · f7 pedone del nero · g7 pedone del nero · h7 pedone del nero · c6 cavallo del nero · e6 pedone del nero · f6 cavallo del nero · d5 donna del nero · h5 alfiere del nero · b4 alfiere del nero · d4 pedone del bianco · e3 alfiere del bianco · f3 cavallo del bianco · h3 pedone del bianco · a2 pedone del bianco · b2 pedone del bianco · e2 alfiere del bianco · f2 pedone del bianco · g2 pedone del bianco · a1 torre del bianco · b1 cavallo del bianco · d1 donna del bianco · f1 torre del bianco · g1 re del bianco | a8 torre del nero · e8 re del nero · h8 torre del nero · a7 pedone del nero · b7 pedone del nero · f7 pedone del nero · g7 pedone del nero · h7 pedone del nero · c6 cavallo del nero · e6 pedone del nero · f6 cavallo del nero · d5 donna del nero · h5 alfiere del nero · b4 alfiere del nero · d4 pedone del bianco · e3 alfiere del bianco · f3 cavallo del bianco · h3 pedone del bianco · a2 pedone del bianco · b2 pedone del bianco · e2 alfiere del bianco · f2 pedone del bianco · g2 pedone del bianco · a1 torre del bianco · b1 cavallo del bianco · d1 donna del bianco · f1 torre del bianco · g1 re del bianco | a8 torre del nero · e8 re del nero · h8 torre del nero · a7 pedone del nero · b7 pedone del nero · f7 pedone del nero · g7 pedone del nero · h7 pedone del nero · c6 cavallo del nero · e6 pedone del nero · f6 cavallo del nero · d5 donna del nero · h5 alfiere del nero · b4 alfiere del nero · d4 pedone del bianco · e3 alfiere del bianco · f3 cavallo del bianco · h3 pedone del bianco · a2 pedone del bianco · b2 pedone del bianco · e2 alfiere del bianco · f2 pedone del bianco · g2 pedone del bianco · a1 torre del bianco · b1 cavallo del bianco · d1 donna del bianco · f1 torre del bianco · g1 re del bianco | a8 torre del nero · e8 re del nero · h8 torre del nero · a7 pedone del nero · b7 pedone del nero · f7 pedone del nero · g7 pedone del nero · h7 pedone del nero · c6 cavallo del nero · e6 pedone del nero · f6 cavallo del nero · d5 donna del nero · h5 alfiere del nero · b4 alfiere del nero · d4 pedone del bianco · e3 alfiere del bianco · f3 cavallo del bianco · h3 pedone del bianco · a2 pedone del bianco · b2 pedone del bianco · e2 alfiere del bianco · f2 pedone del bianco · g2 pedone del bianco · a1 torre del bianco · b1 cavallo del bianco · d1 donna del bianco · f1 torre del bianco · g1 re del bianco | 3 |
| 2 | a8 torre del nero · e8 re del nero · h8 torre del nero · a7 pedone del nero · b7 pedone del nero · f7 pedone del nero · g7 pedone del nero · h7 pedone del nero · c6 cavallo del nero · e6 pedone del nero · f6 cavallo del nero · d5 donna del nero · h5 alfiere del nero · b4 alfiere del nero · d4 pedone del bianco · e3 alfiere del bianco · f3 cavallo del bianco · h3 pedone del bianco · a2 pedone del bianco · b2 pedone del bianco · e2 alfiere del bianco · f2 pedone del bianco · g2 pedone del bianco · a1 torre del bianco · b1 cavallo del bianco · d1 donna del bianco · f1 torre del bianco · g1 re del bianco | a8 torre del nero · e8 re del nero · h8 torre del nero · a7 pedone del nero · b7 pedone del nero · f7 pedone del nero · g7 pedone del nero · h7 pedone del nero · c6 cavallo del nero · e6 pedone del nero · f6 cavallo del nero · d5 donna del nero · h5 alfiere del nero · b4 alfiere del nero · d4 pedone del bianco · e3 alfiere del bianco · f3 cavallo del bianco · h3 pedone del bianco · a2 pedone del bianco · b2 pedone del bianco · e2 alfiere del bianco · f2 pedone del bianco · g2 pedone del bianco · a1 torre del bianco · b1 cavallo del bianco · d1 donna del bianco · f1 torre del bianco · g1 re del bianco | a8 torre del nero · e8 re del nero · h8 torre del nero · a7 pedone del nero · b7 pedone del nero · f7 pedone del nero · g7 pedone del nero · h7 pedone del nero · c6 cavallo del nero · e6 pedone del nero · f6 cavallo del nero · d5 donna del nero · h5 alfiere del nero · b4 alfiere del nero · d4 pedone del bianco · e3 alfiere del bianco · f3 cavallo del bianco · h3 pedone del bianco · a2 pedone del bianco · b2 pedone del bianco · e2 alfiere del bianco · f2 pedone del bianco · g2 pedone del bianco · a1 torre del bianco · b1 cavallo del bianco · d1 donna del bianco · f1 torre del bianco · g1 re del bianco | a8 torre del nero · e8 re del nero · h8 torre del nero · a7 pedone del nero · b7 pedone del nero · f7 pedone del nero · g7 pedone del nero · h7 pedone del nero · c6 cavallo del nero · e6 pedone del nero · f6 cavallo del nero · d5 donna del nero · h5 alfiere del nero · b4 alfiere del nero · d4 pedone del bianco · e3 alfiere del bianco · f3 cavallo del bianco · h3 pedone del bianco · a2 pedone del bianco · b2 pedone del bianco · e2 alfiere del bianco · f2 pedone del bianco · g2 pedone del bianco · a1 torre del bianco · b1 cavallo del bianco · d1 donna del bianco · f1 torre del bianco · g1 re del bianco | a8 torre del nero · e8 re del nero · h8 torre del nero · a7 pedone del nero · b7 pedone del nero · f7 pedone del nero · g7 pedone del nero · h7 pedone del nero · c6 cavallo del nero · e6 pedone del nero · f6 cavallo del nero · d5 donna del nero · h5 alfiere del nero · b4 alfiere del nero · d4 pedone del bianco · e3 alfiere del bianco · f3 cavallo del bianco · h3 pedone del bianco · a2 pedone del bianco · b2 pedone del bianco · e2 alfiere del bianco · f2 pedone del bianco · g2 pedone del bianco · a1 torre del bianco · b1 cavallo del bianco · d1 donna del bianco · f1 torre del bianco · g1 re del bianco | a8 torre del nero · e8 re del nero · h8 torre del nero · a7 pedone del nero · b7 pedone del nero · f7 pedone del nero · g7 pedone del nero · h7 pedone del nero · c6 cavallo del nero · e6 pedone del nero · f6 cavallo del nero · d5 donna del nero · h5 alfiere del nero · b4 alfiere del nero · d4 pedone del bianco · e3 alfiere del bianco · f3 cavallo del bianco · h3 pedone del bianco · a2 pedone del bianco · b2 pedone del bianco · e2 alfiere del bianco · f2 pedone del bianco · g2 pedone del bianco · a1 torre del bianco · b1 cavallo del bianco · d1 donna del bianco · f1 torre del bianco · g1 re del bianco | a8 torre del nero · e8 re del nero · h8 torre del nero · a7 pedone del nero · b7 pedone del nero · f7 pedone del nero · g7 pedone del nero · h7 pedone del nero · c6 cavallo del nero · e6 pedone del nero · f6 cavallo del nero · d5 donna del nero · h5 alfiere del nero · b4 alfiere del nero · d4 pedone del bianco · e3 alfiere del bianco · f3 cavallo del bianco · h3 pedone del bianco · a2 pedone del bianco · b2 pedone del bianco · e2 alfiere del bianco · f2 pedone del bianco · g2 pedone del bianco · a1 torre del bianco · b1 cavallo del bianco · d1 donna del bianco · f1 torre del bianco · g1 re del bianco | a8 torre del nero · e8 re del nero · h8 torre del nero · a7 pedone del nero · b7 pedone del nero · f7 pedone del nero · g7 pedone del nero · h7 pedone del nero · c6 cavallo del nero · e6 pedone del nero · f6 cavallo del nero · d5 donna del nero · h5 alfiere del nero · b4 alfiere del nero · d4 pedone del bianco · e3 alfiere del bianco · f3 cavallo del bianco · h3 pedone del bianco · a2 pedone del bianco · b2 pedone del bianco · e2 alfiere del bianco · f2 pedone del bianco · g2 pedone del bianco · a1 torre del bianco · b1 cavallo del bianco · d1 donna del bianco · f1 torre del bianco · g1 re del bianco | 2 |
| 1 | a8 torre del nero · e8 re del nero · h8 torre del nero · a7 pedone del nero · b7 pedone del nero · f7 pedone del nero · g7 pedone del nero · h7 pedone del nero · c6 cavallo del nero · e6 pedone del nero · f6 cavallo del nero · d5 donna del nero · h5 alfiere del nero · b4 alfiere del nero · d4 pedone del bianco · e3 alfiere del bianco · f3 cavallo del bianco · h3 pedone del bianco · a2 pedone del bianco · b2 pedone del bianco · e2 alfiere del bianco · f2 pedone del bianco · g2 pedone del bianco · a1 torre del bianco · b1 cavallo del bianco · d1 donna del bianco · f1 torre del bianco · g1 re del bianco | a8 torre del nero · e8 re del nero · h8 torre del nero · a7 pedone del nero · b7 pedone del nero · f7 pedone del nero · g7 pedone del nero · h7 pedone del nero · c6 cavallo del nero · e6 pedone del nero · f6 cavallo del nero · d5 donna del nero · h5 alfiere del nero · b4 alfiere del nero · d4 pedone del bianco · e3 alfiere del bianco · f3 cavallo del bianco · h3 pedone del bianco · a2 pedone del bianco · b2 pedone del bianco · e2 alfiere del bianco · f2 pedone del bianco · g2 pedone del bianco · a1 torre del bianco · b1 cavallo del bianco · d1 donna del bianco · f1 torre del bianco · g1 re del bianco | a8 torre del nero · e8 re del nero · h8 torre del nero · a7 pedone del nero · b7 pedone del nero · f7 pedone del nero · g7 pedone del nero · h7 pedone del nero · c6 cavallo del nero · e6 pedone del nero · f6 cavallo del nero · d5 donna del nero · h5 alfiere del nero · b4 alfiere del nero · d4 pedone del bianco · e3 alfiere del bianco · f3 cavallo del bianco · h3 pedone del bianco · a2 pedone del bianco · b2 pedone del bianco · e2 alfiere del bianco · f2 pedone del bianco · g2 pedone del bianco · a1 torre del bianco · b1 cavallo del bianco · d1 donna del bianco · f1 torre del bianco · g1 re del bianco | a8 torre del nero · e8 re del nero · h8 torre del nero · a7 pedone del nero · b7 pedone del nero · f7 pedone del nero · g7 pedone del nero · h7 pedone del nero · c6 cavallo del nero · e6 pedone del nero · f6 cavallo del nero · d5 donna del nero · h5 alfiere del nero · b4 alfiere del nero · d4 pedone del bianco · e3 alfiere del bianco · f3 cavallo del bianco · h3 pedone del bianco · a2 pedone del bianco · b2 pedone del bianco · e2 alfiere del bianco · f2 pedone del bianco · g2 pedone del bianco · a1 torre del bianco · b1 cavallo del bianco · d1 donna del bianco · f1 torre del bianco · g1 re del bianco | a8 torre del nero · e8 re del nero · h8 torre del nero · a7 pedone del nero · b7 pedone del nero · f7 pedone del nero · g7 pedone del nero · h7 pedone del nero · c6 cavallo del nero · e6 pedone del nero · f6 cavallo del nero · d5 donna del nero · h5 alfiere del nero · b4 alfiere del nero · d4 pedone del bianco · e3 alfiere del bianco · f3 cavallo del bianco · h3 pedone del bianco · a2 pedone del bianco · b2 pedone del bianco · e2 alfiere del bianco · f2 pedone del bianco · g2 pedone del bianco · a1 torre del bianco · b1 cavallo del bianco · d1 donna del bianco · f1 torre del bianco · g1 re del bianco | a8 torre del nero · e8 re del nero · h8 torre del nero · a7 pedone del nero · b7 pedone del nero · f7 pedone del nero · g7 pedone del nero · h7 pedone del nero · c6 cavallo del nero · e6 pedone del nero · f6 cavallo del nero · d5 donna del nero · h5 alfiere del nero · b4 alfiere del nero · d4 pedone del bianco · e3 alfiere del bianco · f3 cavallo del bianco · h3 pedone del bianco · a2 pedone del bianco · b2 pedone del bianco · e2 alfiere del bianco · f2 pedone del bianco · g2 pedone del bianco · a1 torre del bianco · b1 cavallo del bianco · d1 donna del bianco · f1 torre del bianco · g1 re del bianco | a8 torre del nero · e8 re del nero · h8 torre del nero · a7 pedone del nero · b7 pedone del nero · f7 pedone del nero · g7 pedone del nero · h7 pedone del nero · c6 cavallo del nero · e6 pedone del nero · f6 cavallo del nero · d5 donna del nero · h5 alfiere del nero · b4 alfiere del nero · d4 pedone del bianco · e3 alfiere del bianco · f3 cavallo del bianco · h3 pedone del bianco · a2 pedone del bianco · b2 pedone del bianco · e2 alfiere del bianco · f2 pedone del bianco · g2 pedone del bianco · a1 torre del bianco · b1 cavallo del bianco · d1 donna del bianco · f1 torre del bianco · g1 re del bianco | a8 torre del nero · e8 re del nero · h8 torre del nero · a7 pedone del nero · b7 pedone del nero · f7 pedone del nero · g7 pedone del nero · h7 pedone del nero · c6 cavallo del nero · e6 pedone del nero · f6 cavallo del nero · d5 donna del nero · h5 alfiere del nero · b4 alfiere del nero · d4 pedone del bianco · e3 alfiere del bianco · f3 cavallo del bianco · h3 pedone del bianco · a2 pedone del bianco · b2 pedone del bianco · e2 alfiere del bianco · f2 pedone del bianco · g2 pedone del bianco · a1 torre del bianco · b1 cavallo del bianco · d1 donna del bianco · f1 torre del bianco · g1 re del bianco | 1 |
|   | a | b | c | d | e | f | g | h |   |

IBM Deep Blue - Garri Kasparov (Difesa siciliana, B22)
1.e4 c5 2.c3
La variante Alapin della difesa siciliana. Più comune è 2.Cf3, ma Kasparov conosce bene quella linea, quindi la libreria delle aperture del Bianco si muove nell'opposta direzione.
2…d5 3.exd5 Dxd5 4.d4 Cf6 5.Cf3 Ag4 6.Ae2 e6 7.h3 Ah5 8.O-O Cc6 9.Ae3 cxd4 10.cxd4 Ab4 (diagramma 1)
Una mossa più giocata è Ae7. Questa fu una nuova trovata di Kasparov, il cui valore è discusso. Dopo questa mossa il computer lasciò la teoria e cominciò a calcolare la mossa successiva.
11.a3 Aa5 12.Cc3 Dd6 13.Cb5 De7?!
Questa mossa permette al Bianco di rendere i propri pezzi più attivi. Altre possibilità per il Nero sarebbero state Db8 o Dd5.
14.Ce5! Axe2 15.Dxe2 O-O 16.Tac1 Tac8 17.Ag5
Il Nero ha dei problemi, specialmente con il cavallo inchiodato in f6.
17…Ab6 18.Axf6 gxf6
Kasparov evita …Dxf6? poiché il Bianco andrebbe in vantaggio di materiale con 19.Cd7. Il re nero sarebbe anche più esposto.
19.Cc4! Tfd8 20.Cxb6! axb6 21.Tfd1 f5 22.De3!
La donna bianca si trova ora in un'ottima posizione.
|   | a | b | c | d | e | f | g | h |   |
| 8 | c8 torre del nero · d8 torre del nero · g8 re del nero · b7 pedone del nero · f7 pedone del nero · h7 pedone del nero · b6 pedone del nero · c6 cavallo del nero · e6 pedone del nero · f6 donna del nero · b5 cavallo del bianco · f5 pedone del nero · d4 pedone del bianco · a3 pedone del bianco · e3 donna del bianco · h3 pedone del bianco · b2 pedone del bianco · f2 pedone del bianco · g2 pedone del bianco · c1 torre del bianco · d1 torre del bianco · g1 re del bianco | c8 torre del nero · d8 torre del nero · g8 re del nero · b7 pedone del nero · f7 pedone del nero · h7 pedone del nero · b6 pedone del nero · c6 cavallo del nero · e6 pedone del nero · f6 donna del nero · b5 cavallo del bianco · f5 pedone del nero · d4 pedone del bianco · a3 pedone del bianco · e3 donna del bianco · h3 pedone del bianco · b2 pedone del bianco · f2 pedone del bianco · g2 pedone del bianco · c1 torre del bianco · d1 torre del bianco · g1 re del bianco | c8 torre del nero · d8 torre del nero · g8 re del nero · b7 pedone del nero · f7 pedone del nero · h7 pedone del nero · b6 pedone del nero · c6 cavallo del nero · e6 pedone del nero · f6 donna del nero · b5 cavallo del bianco · f5 pedone del nero · d4 pedone del bianco · a3 pedone del bianco · e3 donna del bianco · h3 pedone del bianco · b2 pedone del bianco · f2 pedone del bianco · g2 pedone del bianco · c1 torre del bianco · d1 torre del bianco · g1 re del bianco | c8 torre del nero · d8 torre del nero · g8 re del nero · b7 pedone del nero · f7 pedone del nero · h7 pedone del nero · b6 pedone del nero · c6 cavallo del nero · e6 pedone del nero · f6 donna del nero · b5 cavallo del bianco · f5 pedone del nero · d4 pedone del bianco · a3 pedone del bianco · e3 donna del bianco · h3 pedone del bianco · b2 pedone del bianco · f2 pedone del bianco · g2 pedone del bianco · c1 torre del bianco · d1 torre del bianco · g1 re del bianco | c8 torre del nero · d8 torre del nero · g8 re del nero · b7 pedone del nero · f7 pedone del nero · h7 pedone del nero · b6 pedone del nero · c6 cavallo del nero · e6 pedone del nero · f6 donna del nero · b5 cavallo del bianco · f5 pedone del nero · d4 pedone del bianco · a3 pedone del bianco · e3 donna del bianco · h3 pedone del bianco · b2 pedone del bianco · f2 pedone del bianco · g2 pedone del bianco · c1 torre del bianco · d1 torre del bianco · g1 re del bianco | c8 torre del nero · d8 torre del nero · g8 re del nero · b7 pedone del nero · f7 pedone del nero · h7 pedone del nero · b6 pedone del nero · c6 cavallo del nero · e6 pedone del nero · f6 donna del nero · b5 cavallo del bianco · f5 pedone del nero · d4 pedone del bianco · a3 pedone del bianco · e3 donna del bianco · h3 pedone del bianco · b2 pedone del bianco · f2 pedone del bianco · g2 pedone del bianco · c1 torre del bianco · d1 torre del bianco · g1 re del bianco | c8 torre del nero · d8 torre del nero · g8 re del nero · b7 pedone del nero · f7 pedone del nero · h7 pedone del nero · b6 pedone del nero · c6 cavallo del nero · e6 pedone del nero · f6 donna del nero · b5 cavallo del bianco · f5 pedone del nero · d4 pedone del bianco · a3 pedone del bianco · e3 donna del bianco · h3 pedone del bianco · b2 pedone del bianco · f2 pedone del bianco · g2 pedone del bianco · c1 torre del bianco · d1 torre del bianco · g1 re del bianco | c8 torre del nero · d8 torre del nero · g8 re del nero · b7 pedone del nero · f7 pedone del nero · h7 pedone del nero · b6 pedone del nero · c6 cavallo del nero · e6 pedone del nero · f6 donna del nero · b5 cavallo del bianco · f5 pedone del nero · d4 pedone del bianco · a3 pedone del bianco · e3 donna del bianco · h3 pedone del bianco · b2 pedone del bianco · f2 pedone del bianco · g2 pedone del bianco · c1 torre del bianco · d1 torre del bianco · g1 re del bianco | 8 |
| 7 | c8 torre del nero · d8 torre del nero · g8 re del nero · b7 pedone del nero · f7 pedone del nero · h7 pedone del nero · b6 pedone del nero · c6 cavallo del nero · e6 pedone del nero · f6 donna del nero · b5 cavallo del bianco · f5 pedone del nero · d4 pedone del bianco · a3 pedone del bianco · e3 donna del bianco · h3 pedone del bianco · b2 pedone del bianco · f2 pedone del bianco · g2 pedone del bianco · c1 torre del bianco · d1 torre del bianco · g1 re del bianco | c8 torre del nero · d8 torre del nero · g8 re del nero · b7 pedone del nero · f7 pedone del nero · h7 pedone del nero · b6 pedone del nero · c6 cavallo del nero · e6 pedone del nero · f6 donna del nero · b5 cavallo del bianco · f5 pedone del nero · d4 pedone del bianco · a3 pedone del bianco · e3 donna del bianco · h3 pedone del bianco · b2 pedone del bianco · f2 pedone del bianco · g2 pedone del bianco · c1 torre del bianco · d1 torre del bianco · g1 re del bianco | c8 torre del nero · d8 torre del nero · g8 re del nero · b7 pedone del nero · f7 pedone del nero · h7 pedone del nero · b6 pedone del nero · c6 cavallo del nero · e6 pedone del nero · f6 donna del nero · b5 cavallo del bianco · f5 pedone del nero · d4 pedone del bianco · a3 pedone del bianco · e3 donna del bianco · h3 pedone del bianco · b2 pedone del bianco · f2 pedone del bianco · g2 pedone del bianco · c1 torre del bianco · d1 torre del bianco · g1 re del bianco | c8 torre del nero · d8 torre del nero · g8 re del nero · b7 pedone del nero · f7 pedone del nero · h7 pedone del nero · b6 pedone del nero · c6 cavallo del nero · e6 pedone del nero · f6 donna del nero · b5 cavallo del bianco · f5 pedone del nero · d4 pedone del bianco · a3 pedone del bianco · e3 donna del bianco · h3 pedone del bianco · b2 pedone del bianco · f2 pedone del bianco · g2 pedone del bianco · c1 torre del bianco · d1 torre del bianco · g1 re del bianco | c8 torre del nero · d8 torre del nero · g8 re del nero · b7 pedone del nero · f7 pedone del nero · h7 pedone del nero · b6 pedone del nero · c6 cavallo del nero · e6 pedone del nero · f6 donna del nero · b5 cavallo del bianco · f5 pedone del nero · d4 pedone del bianco · a3 pedone del bianco · e3 donna del bianco · h3 pedone del bianco · b2 pedone del bianco · f2 pedone del bianco · g2 pedone del bianco · c1 torre del bianco · d1 torre del bianco · g1 re del bianco | c8 torre del nero · d8 torre del nero · g8 re del nero · b7 pedone del nero · f7 pedone del nero · h7 pedone del nero · b6 pedone del nero · c6 cavallo del nero · e6 pedone del nero · f6 donna del nero · b5 cavallo del bianco · f5 pedone del nero · d4 pedone del bianco · a3 pedone del bianco · e3 donna del bianco · h3 pedone del bianco · b2 pedone del bianco · f2 pedone del bianco · g2 pedone del bianco · c1 torre del bianco · d1 torre del bianco · g1 re del bianco | c8 torre del nero · d8 torre del nero · g8 re del nero · b7 pedone del nero · f7 pedone del nero · h7 pedone del nero · b6 pedone del nero · c6 cavallo del nero · e6 pedone del nero · f6 donna del nero · b5 cavallo del bianco · f5 pedone del nero · d4 pedone del bianco · a3 pedone del bianco · e3 donna del bianco · h3 pedone del bianco · b2 pedone del bianco · f2 pedone del bianco · g2 pedone del bianco · c1 torre del bianco · d1 torre del bianco · g1 re del bianco | c8 torre del nero · d8 torre del nero · g8 re del nero · b7 pedone del nero · f7 pedone del nero · h7 pedone del nero · b6 pedone del nero · c6 cavallo del nero · e6 pedone del nero · f6 donna del nero · b5 cavallo del bianco · f5 pedone del nero · d4 pedone del bianco · a3 pedone del bianco · e3 donna del bianco · h3 pedone del bianco · b2 pedone del bianco · f2 pedone del bianco · g2 pedone del bianco · c1 torre del bianco · d1 torre del bianco · g1 re del bianco | 7 |
| 6 | c8 torre del nero · d8 torre del nero · g8 re del nero · b7 pedone del nero · f7 pedone del nero · h7 pedone del nero · b6 pedone del nero · c6 cavallo del nero · e6 pedone del nero · f6 donna del nero · b5 cavallo del bianco · f5 pedone del nero · d4 pedone del bianco · a3 pedone del bianco · e3 donna del bianco · h3 pedone del bianco · b2 pedone del bianco · f2 pedone del bianco · g2 pedone del bianco · c1 torre del bianco · d1 torre del bianco · g1 re del bianco | c8 torre del nero · d8 torre del nero · g8 re del nero · b7 pedone del nero · f7 pedone del nero · h7 pedone del nero · b6 pedone del nero · c6 cavallo del nero · e6 pedone del nero · f6 donna del nero · b5 cavallo del bianco · f5 pedone del nero · d4 pedone del bianco · a3 pedone del bianco · e3 donna del bianco · h3 pedone del bianco · b2 pedone del bianco · f2 pedone del bianco · g2 pedone del bianco · c1 torre del bianco · d1 torre del bianco · g1 re del bianco | c8 torre del nero · d8 torre del nero · g8 re del nero · b7 pedone del nero · f7 pedone del nero · h7 pedone del nero · b6 pedone del nero · c6 cavallo del nero · e6 pedone del nero · f6 donna del nero · b5 cavallo del bianco · f5 pedone del nero · d4 pedone del bianco · a3 pedone del bianco · e3 donna del bianco · h3 pedone del bianco · b2 pedone del bianco · f2 pedone del bianco · g2 pedone del bianco · c1 torre del bianco · d1 torre del bianco · g1 re del bianco | c8 torre del nero · d8 torre del nero · g8 re del nero · b7 pedone del nero · f7 pedone del nero · h7 pedone del nero · b6 pedone del nero · c6 cavallo del nero · e6 pedone del nero · f6 donna del nero · b5 cavallo del bianco · f5 pedone del nero · d4 pedone del bianco · a3 pedone del bianco · e3 donna del bianco · h3 pedone del bianco · b2 pedone del bianco · f2 pedone del bianco · g2 pedone del bianco · c1 torre del bianco · d1 torre del bianco · g1 re del bianco | c8 torre del nero · d8 torre del nero · g8 re del nero · b7 pedone del nero · f7 pedone del nero · h7 pedone del nero · b6 pedone del nero · c6 cavallo del nero · e6 pedone del nero · f6 donna del nero · b5 cavallo del bianco · f5 pedone del nero · d4 pedone del bianco · a3 pedone del bianco · e3 donna del bianco · h3 pedone del bianco · b2 pedone del bianco · f2 pedone del bianco · g2 pedone del bianco · c1 torre del bianco · d1 torre del bianco · g1 re del bianco | c8 torre del nero · d8 torre del nero · g8 re del nero · b7 pedone del nero · f7 pedone del nero · h7 pedone del nero · b6 pedone del nero · c6 cavallo del nero · e6 pedone del nero · f6 donna del nero · b5 cavallo del bianco · f5 pedone del nero · d4 pedone del bianco · a3 pedone del bianco · e3 donna del bianco · h3 pedone del bianco · b2 pedone del bianco · f2 pedone del bianco · g2 pedone del bianco · c1 torre del bianco · d1 torre del bianco · g1 re del bianco | c8 torre del nero · d8 torre del nero · g8 re del nero · b7 pedone del nero · f7 pedone del nero · h7 pedone del nero · b6 pedone del nero · c6 cavallo del nero · e6 pedone del nero · f6 donna del nero · b5 cavallo del bianco · f5 pedone del nero · d4 pedone del bianco · a3 pedone del bianco · e3 donna del bianco · h3 pedone del bianco · b2 pedone del bianco · f2 pedone del bianco · g2 pedone del bianco · c1 torre del bianco · d1 torre del bianco · g1 re del bianco | c8 torre del nero · d8 torre del nero · g8 re del nero · b7 pedone del nero · f7 pedone del nero · h7 pedone del nero · b6 pedone del nero · c6 cavallo del nero · e6 pedone del nero · f6 donna del nero · b5 cavallo del bianco · f5 pedone del nero · d4 pedone del bianco · a3 pedone del bianco · e3 donna del bianco · h3 pedone del bianco · b2 pedone del bianco · f2 pedone del bianco · g2 pedone del bianco · c1 torre del bianco · d1 torre del bianco · g1 re del bianco | 6 |
| 5 | c8 torre del nero · d8 torre del nero · g8 re del nero · b7 pedone del nero · f7 pedone del nero · h7 pedone del nero · b6 pedone del nero · c6 cavallo del nero · e6 pedone del nero · f6 donna del nero · b5 cavallo del bianco · f5 pedone del nero · d4 pedone del bianco · a3 pedone del bianco · e3 donna del bianco · h3 pedone del bianco · b2 pedone del bianco · f2 pedone del bianco · g2 pedone del bianco · c1 torre del bianco · d1 torre del bianco · g1 re del bianco | c8 torre del nero · d8 torre del nero · g8 re del nero · b7 pedone del nero · f7 pedone del nero · h7 pedone del nero · b6 pedone del nero · c6 cavallo del nero · e6 pedone del nero · f6 donna del nero · b5 cavallo del bianco · f5 pedone del nero · d4 pedone del bianco · a3 pedone del bianco · e3 donna del bianco · h3 pedone del bianco · b2 pedone del bianco · f2 pedone del bianco · g2 pedone del bianco · c1 torre del bianco · d1 torre del bianco · g1 re del bianco | c8 torre del nero · d8 torre del nero · g8 re del nero · b7 pedone del nero · f7 pedone del nero · h7 pedone del nero · b6 pedone del nero · c6 cavallo del nero · e6 pedone del nero · f6 donna del nero · b5 cavallo del bianco · f5 pedone del nero · d4 pedone del bianco · a3 pedone del bianco · e3 donna del bianco · h3 pedone del bianco · b2 pedone del bianco · f2 pedone del bianco · g2 pedone del bianco · c1 torre del bianco · d1 torre del bianco · g1 re del bianco | c8 torre del nero · d8 torre del nero · g8 re del nero · b7 pedone del nero · f7 pedone del nero · h7 pedone del nero · b6 pedone del nero · c6 cavallo del nero · e6 pedone del nero · f6 donna del nero · b5 cavallo del bianco · f5 pedone del nero · d4 pedone del bianco · a3 pedone del bianco · e3 donna del bianco · h3 pedone del bianco · b2 pedone del bianco · f2 pedone del bianco · g2 pedone del bianco · c1 torre del bianco · d1 torre del bianco · g1 re del bianco | c8 torre del nero · d8 torre del nero · g8 re del nero · b7 pedone del nero · f7 pedone del nero · h7 pedone del nero · b6 pedone del nero · c6 cavallo del nero · e6 pedone del nero · f6 donna del nero · b5 cavallo del bianco · f5 pedone del nero · d4 pedone del bianco · a3 pedone del bianco · e3 donna del bianco · h3 pedone del bianco · b2 pedone del bianco · f2 pedone del bianco · g2 pedone del bianco · c1 torre del bianco · d1 torre del bianco · g1 re del bianco | c8 torre del nero · d8 torre del nero · g8 re del nero · b7 pedone del nero · f7 pedone del nero · h7 pedone del nero · b6 pedone del nero · c6 cavallo del nero · e6 pedone del nero · f6 donna del nero · b5 cavallo del bianco · f5 pedone del nero · d4 pedone del bianco · a3 pedone del bianco · e3 donna del bianco · h3 pedone del bianco · b2 pedone del bianco · f2 pedone del bianco · g2 pedone del bianco · c1 torre del bianco · d1 torre del bianco · g1 re del bianco | c8 torre del nero · d8 torre del nero · g8 re del nero · b7 pedone del nero · f7 pedone del nero · h7 pedone del nero · b6 pedone del nero · c6 cavallo del nero · e6 pedone del nero · f6 donna del nero · b5 cavallo del bianco · f5 pedone del nero · d4 pedone del bianco · a3 pedone del bianco · e3 donna del bianco · h3 pedone del bianco · b2 pedone del bianco · f2 pedone del bianco · g2 pedone del bianco · c1 torre del bianco · d1 torre del bianco · g1 re del bianco | c8 torre del nero · d8 torre del nero · g8 re del nero · b7 pedone del nero · f7 pedone del nero · h7 pedone del nero · b6 pedone del nero · c6 cavallo del nero · e6 pedone del nero · f6 donna del nero · b5 cavallo del bianco · f5 pedone del nero · d4 pedone del bianco · a3 pedone del bianco · e3 donna del bianco · h3 pedone del bianco · b2 pedone del bianco · f2 pedone del bianco · g2 pedone del bianco · c1 torre del bianco · d1 torre del bianco · g1 re del bianco | 5 |
| 4 | c8 torre del nero · d8 torre del nero · g8 re del nero · b7 pedone del nero · f7 pedone del nero · h7 pedone del nero · b6 pedone del nero · c6 cavallo del nero · e6 pedone del nero · f6 donna del nero · b5 cavallo del bianco · f5 pedone del nero · d4 pedone del bianco · a3 pedone del bianco · e3 donna del bianco · h3 pedone del bianco · b2 pedone del bianco · f2 pedone del bianco · g2 pedone del bianco · c1 torre del bianco · d1 torre del bianco · g1 re del bianco | c8 torre del nero · d8 torre del nero · g8 re del nero · b7 pedone del nero · f7 pedone del nero · h7 pedone del nero · b6 pedone del nero · c6 cavallo del nero · e6 pedone del nero · f6 donna del nero · b5 cavallo del bianco · f5 pedone del nero · d4 pedone del bianco · a3 pedone del bianco · e3 donna del bianco · h3 pedone del bianco · b2 pedone del bianco · f2 pedone del bianco · g2 pedone del bianco · c1 torre del bianco · d1 torre del bianco · g1 re del bianco | c8 torre del nero · d8 torre del nero · g8 re del nero · b7 pedone del nero · f7 pedone del nero · h7 pedone del nero · b6 pedone del nero · c6 cavallo del nero · e6 pedone del nero · f6 donna del nero · b5 cavallo del bianco · f5 pedone del nero · d4 pedone del bianco · a3 pedone del bianco · e3 donna del bianco · h3 pedone del bianco · b2 pedone del bianco · f2 pedone del bianco · g2 pedone del bianco · c1 torre del bianco · d1 torre del bianco · g1 re del bianco | c8 torre del nero · d8 torre del nero · g8 re del nero · b7 pedone del nero · f7 pedone del nero · h7 pedone del nero · b6 pedone del nero · c6 cavallo del nero · e6 pedone del nero · f6 donna del nero · b5 cavallo del bianco · f5 pedone del nero · d4 pedone del bianco · a3 pedone del bianco · e3 donna del bianco · h3 pedone del bianco · b2 pedone del bianco · f2 pedone del bianco · g2 pedone del bianco · c1 torre del bianco · d1 torre del bianco · g1 re del bianco | c8 torre del nero · d8 torre del nero · g8 re del nero · b7 pedone del nero · f7 pedone del nero · h7 pedone del nero · b6 pedone del nero · c6 cavallo del nero · e6 pedone del nero · f6 donna del nero · b5 cavallo del bianco · f5 pedone del nero · d4 pedone del bianco · a3 pedone del bianco · e3 donna del bianco · h3 pedone del bianco · b2 pedone del bianco · f2 pedone del bianco · g2 pedone del bianco · c1 torre del bianco · d1 torre del bianco · g1 re del bianco | c8 torre del nero · d8 torre del nero · g8 re del nero · b7 pedone del nero · f7 pedone del nero · h7 pedone del nero · b6 pedone del nero · c6 cavallo del nero · e6 pedone del nero · f6 donna del nero · b5 cavallo del bianco · f5 pedone del nero · d4 pedone del bianco · a3 pedone del bianco · e3 donna del bianco · h3 pedone del bianco · b2 pedone del bianco · f2 pedone del bianco · g2 pedone del bianco · c1 torre del bianco · d1 torre del bianco · g1 re del bianco | c8 torre del nero · d8 torre del nero · g8 re del nero · b7 pedone del nero · f7 pedone del nero · h7 pedone del nero · b6 pedone del nero · c6 cavallo del nero · e6 pedone del nero · f6 donna del nero · b5 cavallo del bianco · f5 pedone del nero · d4 pedone del bianco · a3 pedone del bianco · e3 donna del bianco · h3 pedone del bianco · b2 pedone del bianco · f2 pedone del bianco · g2 pedone del bianco · c1 torre del bianco · d1 torre del bianco · g1 re del bianco | c8 torre del nero · d8 torre del nero · g8 re del nero · b7 pedone del nero · f7 pedone del nero · h7 pedone del nero · b6 pedone del nero · c6 cavallo del nero · e6 pedone del nero · f6 donna del nero · b5 cavallo del bianco · f5 pedone del nero · d4 pedone del bianco · a3 pedone del bianco · e3 donna del bianco · h3 pedone del bianco · b2 pedone del bianco · f2 pedone del bianco · g2 pedone del bianco · c1 torre del bianco · d1 torre del bianco · g1 re del bianco | 4 |
| 3 | c8 torre del nero · d8 torre del nero · g8 re del nero · b7 pedone del nero · f7 pedone del nero · h7 pedone del nero · b6 pedone del nero · c6 cavallo del nero · e6 pedone del nero · f6 donna del nero · b5 cavallo del bianco · f5 pedone del nero · d4 pedone del bianco · a3 pedone del bianco · e3 donna del bianco · h3 pedone del bianco · b2 pedone del bianco · f2 pedone del bianco · g2 pedone del bianco · c1 torre del bianco · d1 torre del bianco · g1 re del bianco | c8 torre del nero · d8 torre del nero · g8 re del nero · b7 pedone del nero · f7 pedone del nero · h7 pedone del nero · b6 pedone del nero · c6 cavallo del nero · e6 pedone del nero · f6 donna del nero · b5 cavallo del bianco · f5 pedone del nero · d4 pedone del bianco · a3 pedone del bianco · e3 donna del bianco · h3 pedone del bianco · b2 pedone del bianco · f2 pedone del bianco · g2 pedone del bianco · c1 torre del bianco · d1 torre del bianco · g1 re del bianco | c8 torre del nero · d8 torre del nero · g8 re del nero · b7 pedone del nero · f7 pedone del nero · h7 pedone del nero · b6 pedone del nero · c6 cavallo del nero · e6 pedone del nero · f6 donna del nero · b5 cavallo del bianco · f5 pedone del nero · d4 pedone del bianco · a3 pedone del bianco · e3 donna del bianco · h3 pedone del bianco · b2 pedone del bianco · f2 pedone del bianco · g2 pedone del bianco · c1 torre del bianco · d1 torre del bianco · g1 re del bianco | c8 torre del nero · d8 torre del nero · g8 re del nero · b7 pedone del nero · f7 pedone del nero · h7 pedone del nero · b6 pedone del nero · c6 cavallo del nero · e6 pedone del nero · f6 donna del nero · b5 cavallo del bianco · f5 pedone del nero · d4 pedone del bianco · a3 pedone del bianco · e3 donna del bianco · h3 pedone del bianco · b2 pedone del bianco · f2 pedone del bianco · g2 pedone del bianco · c1 torre del bianco · d1 torre del bianco · g1 re del bianco | c8 torre del nero · d8 torre del nero · g8 re del nero · b7 pedone del nero · f7 pedone del nero · h7 pedone del nero · b6 pedone del nero · c6 cavallo del nero · e6 pedone del nero · f6 donna del nero · b5 cavallo del bianco · f5 pedone del nero · d4 pedone del bianco · a3 pedone del bianco · e3 donna del bianco · h3 pedone del bianco · b2 pedone del bianco · f2 pedone del bianco · g2 pedone del bianco · c1 torre del bianco · d1 torre del bianco · g1 re del bianco | c8 torre del nero · d8 torre del nero · g8 re del nero · b7 pedone del nero · f7 pedone del nero · h7 pedone del nero · b6 pedone del nero · c6 cavallo del nero · e6 pedone del nero · f6 donna del nero · b5 cavallo del bianco · f5 pedone del nero · d4 pedone del bianco · a3 pedone del bianco · e3 donna del bianco · h3 pedone del bianco · b2 pedone del bianco · f2 pedone del bianco · g2 pedone del bianco · c1 torre del bianco · d1 torre del bianco · g1 re del bianco | c8 torre del nero · d8 torre del nero · g8 re del nero · b7 pedone del nero · f7 pedone del nero · h7 pedone del nero · b6 pedone del nero · c6 cavallo del nero · e6 pedone del nero · f6 donna del nero · b5 cavallo del bianco · f5 pedone del nero · d4 pedone del bianco · a3 pedone del bianco · e3 donna del bianco · h3 pedone del bianco · b2 pedone del bianco · f2 pedone del bianco · g2 pedone del bianco · c1 torre del bianco · d1 torre del bianco · g1 re del bianco | c8 torre del nero · d8 torre del nero · g8 re del nero · b7 pedone del nero · f7 pedone del nero · h7 pedone del nero · b6 pedone del nero · c6 cavallo del nero · e6 pedone del nero · f6 donna del nero · b5 cavallo del bianco · f5 pedone del nero · d4 pedone del bianco · a3 pedone del bianco · e3 donna del bianco · h3 pedone del bianco · b2 pedone del bianco · f2 pedone del bianco · g2 pedone del bianco · c1 torre del bianco · d1 torre del bianco · g1 re del bianco | 3 |
| 2 | c8 torre del nero · d8 torre del nero · g8 re del nero · b7 pedone del nero · f7 pedone del nero · h7 pedone del nero · b6 pedone del nero · c6 cavallo del nero · e6 pedone del nero · f6 donna del nero · b5 cavallo del bianco · f5 pedone del nero · d4 pedone del bianco · a3 pedone del bianco · e3 donna del bianco · h3 pedone del bianco · b2 pedone del bianco · f2 pedone del bianco · g2 pedone del bianco · c1 torre del bianco · d1 torre del bianco · g1 re del bianco | c8 torre del nero · d8 torre del nero · g8 re del nero · b7 pedone del nero · f7 pedone del nero · h7 pedone del nero · b6 pedone del nero · c6 cavallo del nero · e6 pedone del nero · f6 donna del nero · b5 cavallo del bianco · f5 pedone del nero · d4 pedone del bianco · a3 pedone del bianco · e3 donna del bianco · h3 pedone del bianco · b2 pedone del bianco · f2 pedone del bianco · g2 pedone del bianco · c1 torre del bianco · d1 torre del bianco · g1 re del bianco | c8 torre del nero · d8 torre del nero · g8 re del nero · b7 pedone del nero · f7 pedone del nero · h7 pedone del nero · b6 pedone del nero · c6 cavallo del nero · e6 pedone del nero · f6 donna del nero · b5 cavallo del bianco · f5 pedone del nero · d4 pedone del bianco · a3 pedone del bianco · e3 donna del bianco · h3 pedone del bianco · b2 pedone del bianco · f2 pedone del bianco · g2 pedone del bianco · c1 torre del bianco · d1 torre del bianco · g1 re del bianco | c8 torre del nero · d8 torre del nero · g8 re del nero · b7 pedone del nero · f7 pedone del nero · h7 pedone del nero · b6 pedone del nero · c6 cavallo del nero · e6 pedone del nero · f6 donna del nero · b5 cavallo del bianco · f5 pedone del nero · d4 pedone del bianco · a3 pedone del bianco · e3 donna del bianco · h3 pedone del bianco · b2 pedone del bianco · f2 pedone del bianco · g2 pedone del bianco · c1 torre del bianco · d1 torre del bianco · g1 re del bianco | c8 torre del nero · d8 torre del nero · g8 re del nero · b7 pedone del nero · f7 pedone del nero · h7 pedone del nero · b6 pedone del nero · c6 cavallo del nero · e6 pedone del nero · f6 donna del nero · b5 cavallo del bianco · f5 pedone del nero · d4 pedone del bianco · a3 pedone del bianco · e3 donna del bianco · h3 pedone del bianco · b2 pedone del bianco · f2 pedone del bianco · g2 pedone del bianco · c1 torre del bianco · d1 torre del bianco · g1 re del bianco | c8 torre del nero · d8 torre del nero · g8 re del nero · b7 pedone del nero · f7 pedone del nero · h7 pedone del nero · b6 pedone del nero · c6 cavallo del nero · e6 pedone del nero · f6 donna del nero · b5 cavallo del bianco · f5 pedone del nero · d4 pedone del bianco · a3 pedone del bianco · e3 donna del bianco · h3 pedone del bianco · b2 pedone del bianco · f2 pedone del bianco · g2 pedone del bianco · c1 torre del bianco · d1 torre del bianco · g1 re del bianco | c8 torre del nero · d8 torre del nero · g8 re del nero · b7 pedone del nero · f7 pedone del nero · h7 pedone del nero · b6 pedone del nero · c6 cavallo del nero · e6 pedone del nero · f6 donna del nero · b5 cavallo del bianco · f5 pedone del nero · d4 pedone del bianco · a3 pedone del bianco · e3 donna del bianco · h3 pedone del bianco · b2 pedone del bianco · f2 pedone del bianco · g2 pedone del bianco · c1 torre del bianco · d1 torre del bianco · g1 re del bianco | c8 torre del nero · d8 torre del nero · g8 re del nero · b7 pedone del nero · f7 pedone del nero · h7 pedone del nero · b6 pedone del nero · c6 cavallo del nero · e6 pedone del nero · f6 donna del nero · b5 cavallo del bianco · f5 pedone del nero · d4 pedone del bianco · a3 pedone del bianco · e3 donna del bianco · h3 pedone del bianco · b2 pedone del bianco · f2 pedone del bianco · g2 pedone del bianco · c1 torre del bianco · d1 torre del bianco · g1 re del bianco | 2 |
| 1 | c8 torre del nero · d8 torre del nero · g8 re del nero · b7 pedone del nero · f7 pedone del nero · h7 pedone del nero · b6 pedone del nero · c6 cavallo del nero · e6 pedone del nero · f6 donna del nero · b5 cavallo del bianco · f5 pedone del nero · d4 pedone del bianco · a3 pedone del bianco · e3 donna del bianco · h3 pedone del bianco · b2 pedone del bianco · f2 pedone del bianco · g2 pedone del bianco · c1 torre del bianco · d1 torre del bianco · g1 re del bianco | c8 torre del nero · d8 torre del nero · g8 re del nero · b7 pedone del nero · f7 pedone del nero · h7 pedone del nero · b6 pedone del nero · c6 cavallo del nero · e6 pedone del nero · f6 donna del nero · b5 cavallo del bianco · f5 pedone del nero · d4 pedone del bianco · a3 pedone del bianco · e3 donna del bianco · h3 pedone del bianco · b2 pedone del bianco · f2 pedone del bianco · g2 pedone del bianco · c1 torre del bianco · d1 torre del bianco · g1 re del bianco | c8 torre del nero · d8 torre del nero · g8 re del nero · b7 pedone del nero · f7 pedone del nero · h7 pedone del nero · b6 pedone del nero · c6 cavallo del nero · e6 pedone del nero · f6 donna del nero · b5 cavallo del bianco · f5 pedone del nero · d4 pedone del bianco · a3 pedone del bianco · e3 donna del bianco · h3 pedone del bianco · b2 pedone del bianco · f2 pedone del bianco · g2 pedone del bianco · c1 torre del bianco · d1 torre del bianco · g1 re del bianco | c8 torre del nero · d8 torre del nero · g8 re del nero · b7 pedone del nero · f7 pedone del nero · h7 pedone del nero · b6 pedone del nero · c6 cavallo del nero · e6 pedone del nero · f6 donna del nero · b5 cavallo del bianco · f5 pedone del nero · d4 pedone del bianco · a3 pedone del bianco · e3 donna del bianco · h3 pedone del bianco · b2 pedone del bianco · f2 pedone del bianco · g2 pedone del bianco · c1 torre del bianco · d1 torre del bianco · g1 re del bianco | c8 torre del nero · d8 torre del nero · g8 re del nero · b7 pedone del nero · f7 pedone del nero · h7 pedone del nero · b6 pedone del nero · c6 cavallo del nero · e6 pedone del nero · f6 donna del nero · b5 cavallo del bianco · f5 pedone del nero · d4 pedone del bianco · a3 pedone del bianco · e3 donna del bianco · h3 pedone del bianco · b2 pedone del bianco · f2 pedone del bianco · g2 pedone del bianco · c1 torre del bianco · d1 torre del bianco · g1 re del bianco | c8 torre del nero · d8 torre del nero · g8 re del nero · b7 pedone del nero · f7 pedone del nero · h7 pedone del nero · b6 pedone del nero · c6 cavallo del nero · e6 pedone del nero · f6 donna del nero · b5 cavallo del bianco · f5 pedone del nero · d4 pedone del bianco · a3 pedone del bianco · e3 donna del bianco · h3 pedone del bianco · b2 pedone del bianco · f2 pedone del bianco · g2 pedone del bianco · c1 torre del bianco · d1 torre del bianco · g1 re del bianco | c8 torre del nero · d8 torre del nero · g8 re del nero · b7 pedone del nero · f7 pedone del nero · h7 pedone del nero · b6 pedone del nero · c6 cavallo del nero · e6 pedone del nero · f6 donna del nero · b5 cavallo del bianco · f5 pedone del nero · d4 pedone del bianco · a3 pedone del bianco · e3 donna del bianco · h3 pedone del bianco · b2 pedone del bianco · f2 pedone del bianco · g2 pedone del bianco · c1 torre del bianco · d1 torre del bianco · g1 re del bianco | c8 torre del nero · d8 torre del nero · g8 re del nero · b7 pedone del nero · f7 pedone del nero · h7 pedone del nero · b6 pedone del nero · c6 cavallo del nero · e6 pedone del nero · f6 donna del nero · b5 cavallo del bianco · f5 pedone del nero · d4 pedone del bianco · a3 pedone del bianco · e3 donna del bianco · h3 pedone del bianco · b2 pedone del bianco · f2 pedone del bianco · g2 pedone del bianco · c1 torre del bianco · d1 torre del bianco · g1 re del bianco | 1 |
|   | a | b | c | d | e | f | g | h |   |

22…Df6 (diagramma 2) 23.d5!
Questo sacrificio pedonale è tipico dello stile di gioco di Kasparov. Kasparov commentò che anch'egli avrebbe giocato 23.d5 in questa posizione perché rovina la struttura pedonale del Nero ed apre le linee. L'arrocco aperto del Nero suggerisce la possibilità di un attacco. Kasparov stava attaccando il pedone d bianco ed il computer, saggiamente, decide di avanzarlo per attaccare, piuttosto che difenderlo.
23…Txd5 24.Txd5 exd5 25.b3! Rh8?
Kasparov cerca di preparare un contro attacco liberando la casa g8 per la torre, ma non funzionerà. Burgess propone 25…Ce7 Txc8+, nonostante il Bianco conservi un certo vantaggio. Dopo questo punto è difficile trovare una mossa che aiuti il Nero.
26.Dxb6 Tg8 27.Dc5 d4 28.Cd6 f4 29.Cxb7
Questa mossa è tipica dei computer, per assicurarsi solo un vantaggio materiale. Deep Blue non ha trovato nessuna minaccia di scacco matto, quindi incrementa il suo vantaggio.
29…Ce5 30.Dd5
30.Dxd4?? perderebbe per 30…Cf3+.
30…f3 31.g3 Cd3
La mossa 31…Df4 non funzionerebbe a causa di 32.Tc8! Dg5 33.Tc5!
|   | a | b | c | d | e | f | g | h |   |
| 8 | h7 torre del bianco · f6 donna del nero · h6 re del nero · d5 donna del bianco · g5 cavallo del bianco · d4 pedone del nero · a3 pedone del bianco · b3 pedone del bianco · f3 pedone del nero · g3 pedone del bianco · h3 pedone del bianco · f2 cavallo del nero · h2 re del bianco · e1 torre del nero | h7 torre del bianco · f6 donna del nero · h6 re del nero · d5 donna del bianco · g5 cavallo del bianco · d4 pedone del nero · a3 pedone del bianco · b3 pedone del bianco · f3 pedone del nero · g3 pedone del bianco · h3 pedone del bianco · f2 cavallo del nero · h2 re del bianco · e1 torre del nero | h7 torre del bianco · f6 donna del nero · h6 re del nero · d5 donna del bianco · g5 cavallo del bianco · d4 pedone del nero · a3 pedone del bianco · b3 pedone del bianco · f3 pedone del nero · g3 pedone del bianco · h3 pedone del bianco · f2 cavallo del nero · h2 re del bianco · e1 torre del nero | h7 torre del bianco · f6 donna del nero · h6 re del nero · d5 donna del bianco · g5 cavallo del bianco · d4 pedone del nero · a3 pedone del bianco · b3 pedone del bianco · f3 pedone del nero · g3 pedone del bianco · h3 pedone del bianco · f2 cavallo del nero · h2 re del bianco · e1 torre del nero | h7 torre del bianco · f6 donna del nero · h6 re del nero · d5 donna del bianco · g5 cavallo del bianco · d4 pedone del nero · a3 pedone del bianco · b3 pedone del bianco · f3 pedone del nero · g3 pedone del bianco · h3 pedone del bianco · f2 cavallo del nero · h2 re del bianco · e1 torre del nero | h7 torre del bianco · f6 donna del nero · h6 re del nero · d5 donna del bianco · g5 cavallo del bianco · d4 pedone del nero · a3 pedone del bianco · b3 pedone del bianco · f3 pedone del nero · g3 pedone del bianco · h3 pedone del bianco · f2 cavallo del nero · h2 re del bianco · e1 torre del nero | h7 torre del bianco · f6 donna del nero · h6 re del nero · d5 donna del bianco · g5 cavallo del bianco · d4 pedone del nero · a3 pedone del bianco · b3 pedone del bianco · f3 pedone del nero · g3 pedone del bianco · h3 pedone del bianco · f2 cavallo del nero · h2 re del bianco · e1 torre del nero | h7 torre del bianco · f6 donna del nero · h6 re del nero · d5 donna del bianco · g5 cavallo del bianco · d4 pedone del nero · a3 pedone del bianco · b3 pedone del bianco · f3 pedone del nero · g3 pedone del bianco · h3 pedone del bianco · f2 cavallo del nero · h2 re del bianco · e1 torre del nero | 8 |
| 7 | h7 torre del bianco · f6 donna del nero · h6 re del nero · d5 donna del bianco · g5 cavallo del bianco · d4 pedone del nero · a3 pedone del bianco · b3 pedone del bianco · f3 pedone del nero · g3 pedone del bianco · h3 pedone del bianco · f2 cavallo del nero · h2 re del bianco · e1 torre del nero | h7 torre del bianco · f6 donna del nero · h6 re del nero · d5 donna del bianco · g5 cavallo del bianco · d4 pedone del nero · a3 pedone del bianco · b3 pedone del bianco · f3 pedone del nero · g3 pedone del bianco · h3 pedone del bianco · f2 cavallo del nero · h2 re del bianco · e1 torre del nero | h7 torre del bianco · f6 donna del nero · h6 re del nero · d5 donna del bianco · g5 cavallo del bianco · d4 pedone del nero · a3 pedone del bianco · b3 pedone del bianco · f3 pedone del nero · g3 pedone del bianco · h3 pedone del bianco · f2 cavallo del nero · h2 re del bianco · e1 torre del nero | h7 torre del bianco · f6 donna del nero · h6 re del nero · d5 donna del bianco · g5 cavallo del bianco · d4 pedone del nero · a3 pedone del bianco · b3 pedone del bianco · f3 pedone del nero · g3 pedone del bianco · h3 pedone del bianco · f2 cavallo del nero · h2 re del bianco · e1 torre del nero | h7 torre del bianco · f6 donna del nero · h6 re del nero · d5 donna del bianco · g5 cavallo del bianco · d4 pedone del nero · a3 pedone del bianco · b3 pedone del bianco · f3 pedone del nero · g3 pedone del bianco · h3 pedone del bianco · f2 cavallo del nero · h2 re del bianco · e1 torre del nero | h7 torre del bianco · f6 donna del nero · h6 re del nero · d5 donna del bianco · g5 cavallo del bianco · d4 pedone del nero · a3 pedone del bianco · b3 pedone del bianco · f3 pedone del nero · g3 pedone del bianco · h3 pedone del bianco · f2 cavallo del nero · h2 re del bianco · e1 torre del nero | h7 torre del bianco · f6 donna del nero · h6 re del nero · d5 donna del bianco · g5 cavallo del bianco · d4 pedone del nero · a3 pedone del bianco · b3 pedone del bianco · f3 pedone del nero · g3 pedone del bianco · h3 pedone del bianco · f2 cavallo del nero · h2 re del bianco · e1 torre del nero | h7 torre del bianco · f6 donna del nero · h6 re del nero · d5 donna del bianco · g5 cavallo del bianco · d4 pedone del nero · a3 pedone del bianco · b3 pedone del bianco · f3 pedone del nero · g3 pedone del bianco · h3 pedone del bianco · f2 cavallo del nero · h2 re del bianco · e1 torre del nero | 7 |
| 6 | h7 torre del bianco · f6 donna del nero · h6 re del nero · d5 donna del bianco · g5 cavallo del bianco · d4 pedone del nero · a3 pedone del bianco · b3 pedone del bianco · f3 pedone del nero · g3 pedone del bianco · h3 pedone del bianco · f2 cavallo del nero · h2 re del bianco · e1 torre del nero | h7 torre del bianco · f6 donna del nero · h6 re del nero · d5 donna del bianco · g5 cavallo del bianco · d4 pedone del nero · a3 pedone del bianco · b3 pedone del bianco · f3 pedone del nero · g3 pedone del bianco · h3 pedone del bianco · f2 cavallo del nero · h2 re del bianco · e1 torre del nero | h7 torre del bianco · f6 donna del nero · h6 re del nero · d5 donna del bianco · g5 cavallo del bianco · d4 pedone del nero · a3 pedone del bianco · b3 pedone del bianco · f3 pedone del nero · g3 pedone del bianco · h3 pedone del bianco · f2 cavallo del nero · h2 re del bianco · e1 torre del nero | h7 torre del bianco · f6 donna del nero · h6 re del nero · d5 donna del bianco · g5 cavallo del bianco · d4 pedone del nero · a3 pedone del bianco · b3 pedone del bianco · f3 pedone del nero · g3 pedone del bianco · h3 pedone del bianco · f2 cavallo del nero · h2 re del bianco · e1 torre del nero | h7 torre del bianco · f6 donna del nero · h6 re del nero · d5 donna del bianco · g5 cavallo del bianco · d4 pedone del nero · a3 pedone del bianco · b3 pedone del bianco · f3 pedone del nero · g3 pedone del bianco · h3 pedone del bianco · f2 cavallo del nero · h2 re del bianco · e1 torre del nero | h7 torre del bianco · f6 donna del nero · h6 re del nero · d5 donna del bianco · g5 cavallo del bianco · d4 pedone del nero · a3 pedone del bianco · b3 pedone del bianco · f3 pedone del nero · g3 pedone del bianco · h3 pedone del bianco · f2 cavallo del nero · h2 re del bianco · e1 torre del nero | h7 torre del bianco · f6 donna del nero · h6 re del nero · d5 donna del bianco · g5 cavallo del bianco · d4 pedone del nero · a3 pedone del bianco · b3 pedone del bianco · f3 pedone del nero · g3 pedone del bianco · h3 pedone del bianco · f2 cavallo del nero · h2 re del bianco · e1 torre del nero | h7 torre del bianco · f6 donna del nero · h6 re del nero · d5 donna del bianco · g5 cavallo del bianco · d4 pedone del nero · a3 pedone del bianco · b3 pedone del bianco · f3 pedone del nero · g3 pedone del bianco · h3 pedone del bianco · f2 cavallo del nero · h2 re del bianco · e1 torre del nero | 6 |
| 5 | h7 torre del bianco · f6 donna del nero · h6 re del nero · d5 donna del bianco · g5 cavallo del bianco · d4 pedone del nero · a3 pedone del bianco · b3 pedone del bianco · f3 pedone del nero · g3 pedone del bianco · h3 pedone del bianco · f2 cavallo del nero · h2 re del bianco · e1 torre del nero | h7 torre del bianco · f6 donna del nero · h6 re del nero · d5 donna del bianco · g5 cavallo del bianco · d4 pedone del nero · a3 pedone del bianco · b3 pedone del bianco · f3 pedone del nero · g3 pedone del bianco · h3 pedone del bianco · f2 cavallo del nero · h2 re del bianco · e1 torre del nero | h7 torre del bianco · f6 donna del nero · h6 re del nero · d5 donna del bianco · g5 cavallo del bianco · d4 pedone del nero · a3 pedone del bianco · b3 pedone del bianco · f3 pedone del nero · g3 pedone del bianco · h3 pedone del bianco · f2 cavallo del nero · h2 re del bianco · e1 torre del nero | h7 torre del bianco · f6 donna del nero · h6 re del nero · d5 donna del bianco · g5 cavallo del bianco · d4 pedone del nero · a3 pedone del bianco · b3 pedone del bianco · f3 pedone del nero · g3 pedone del bianco · h3 pedone del bianco · f2 cavallo del nero · h2 re del bianco · e1 torre del nero | h7 torre del bianco · f6 donna del nero · h6 re del nero · d5 donna del bianco · g5 cavallo del bianco · d4 pedone del nero · a3 pedone del bianco · b3 pedone del bianco · f3 pedone del nero · g3 pedone del bianco · h3 pedone del bianco · f2 cavallo del nero · h2 re del bianco · e1 torre del nero | h7 torre del bianco · f6 donna del nero · h6 re del nero · d5 donna del bianco · g5 cavallo del bianco · d4 pedone del nero · a3 pedone del bianco · b3 pedone del bianco · f3 pedone del nero · g3 pedone del bianco · h3 pedone del bianco · f2 cavallo del nero · h2 re del bianco · e1 torre del nero | h7 torre del bianco · f6 donna del nero · h6 re del nero · d5 donna del bianco · g5 cavallo del bianco · d4 pedone del nero · a3 pedone del bianco · b3 pedone del bianco · f3 pedone del nero · g3 pedone del bianco · h3 pedone del bianco · f2 cavallo del nero · h2 re del bianco · e1 torre del nero | h7 torre del bianco · f6 donna del nero · h6 re del nero · d5 donna del bianco · g5 cavallo del bianco · d4 pedone del nero · a3 pedone del bianco · b3 pedone del bianco · f3 pedone del nero · g3 pedone del bianco · h3 pedone del bianco · f2 cavallo del nero · h2 re del bianco · e1 torre del nero | 5 |
| 4 | h7 torre del bianco · f6 donna del nero · h6 re del nero · d5 donna del bianco · g5 cavallo del bianco · d4 pedone del nero · a3 pedone del bianco · b3 pedone del bianco · f3 pedone del nero · g3 pedone del bianco · h3 pedone del bianco · f2 cavallo del nero · h2 re del bianco · e1 torre del nero | h7 torre del bianco · f6 donna del nero · h6 re del nero · d5 donna del bianco · g5 cavallo del bianco · d4 pedone del nero · a3 pedone del bianco · b3 pedone del bianco · f3 pedone del nero · g3 pedone del bianco · h3 pedone del bianco · f2 cavallo del nero · h2 re del bianco · e1 torre del nero | h7 torre del bianco · f6 donna del nero · h6 re del nero · d5 donna del bianco · g5 cavallo del bianco · d4 pedone del nero · a3 pedone del bianco · b3 pedone del bianco · f3 pedone del nero · g3 pedone del bianco · h3 pedone del bianco · f2 cavallo del nero · h2 re del bianco · e1 torre del nero | h7 torre del bianco · f6 donna del nero · h6 re del nero · d5 donna del bianco · g5 cavallo del bianco · d4 pedone del nero · a3 pedone del bianco · b3 pedone del bianco · f3 pedone del nero · g3 pedone del bianco · h3 pedone del bianco · f2 cavallo del nero · h2 re del bianco · e1 torre del nero | h7 torre del bianco · f6 donna del nero · h6 re del nero · d5 donna del bianco · g5 cavallo del bianco · d4 pedone del nero · a3 pedone del bianco · b3 pedone del bianco · f3 pedone del nero · g3 pedone del bianco · h3 pedone del bianco · f2 cavallo del nero · h2 re del bianco · e1 torre del nero | h7 torre del bianco · f6 donna del nero · h6 re del nero · d5 donna del bianco · g5 cavallo del bianco · d4 pedone del nero · a3 pedone del bianco · b3 pedone del bianco · f3 pedone del nero · g3 pedone del bianco · h3 pedone del bianco · f2 cavallo del nero · h2 re del bianco · e1 torre del nero | h7 torre del bianco · f6 donna del nero · h6 re del nero · d5 donna del bianco · g5 cavallo del bianco · d4 pedone del nero · a3 pedone del bianco · b3 pedone del bianco · f3 pedone del nero · g3 pedone del bianco · h3 pedone del bianco · f2 cavallo del nero · h2 re del bianco · e1 torre del nero | h7 torre del bianco · f6 donna del nero · h6 re del nero · d5 donna del bianco · g5 cavallo del bianco · d4 pedone del nero · a3 pedone del bianco · b3 pedone del bianco · f3 pedone del nero · g3 pedone del bianco · h3 pedone del bianco · f2 cavallo del nero · h2 re del bianco · e1 torre del nero | 4 |
| 3 | h7 torre del bianco · f6 donna del nero · h6 re del nero · d5 donna del bianco · g5 cavallo del bianco · d4 pedone del nero · a3 pedone del bianco · b3 pedone del bianco · f3 pedone del nero · g3 pedone del bianco · h3 pedone del bianco · f2 cavallo del nero · h2 re del bianco · e1 torre del nero | h7 torre del bianco · f6 donna del nero · h6 re del nero · d5 donna del bianco · g5 cavallo del bianco · d4 pedone del nero · a3 pedone del bianco · b3 pedone del bianco · f3 pedone del nero · g3 pedone del bianco · h3 pedone del bianco · f2 cavallo del nero · h2 re del bianco · e1 torre del nero | h7 torre del bianco · f6 donna del nero · h6 re del nero · d5 donna del bianco · g5 cavallo del bianco · d4 pedone del nero · a3 pedone del bianco · b3 pedone del bianco · f3 pedone del nero · g3 pedone del bianco · h3 pedone del bianco · f2 cavallo del nero · h2 re del bianco · e1 torre del nero | h7 torre del bianco · f6 donna del nero · h6 re del nero · d5 donna del bianco · g5 cavallo del bianco · d4 pedone del nero · a3 pedone del bianco · b3 pedone del bianco · f3 pedone del nero · g3 pedone del bianco · h3 pedone del bianco · f2 cavallo del nero · h2 re del bianco · e1 torre del nero | h7 torre del bianco · f6 donna del nero · h6 re del nero · d5 donna del bianco · g5 cavallo del bianco · d4 pedone del nero · a3 pedone del bianco · b3 pedone del bianco · f3 pedone del nero · g3 pedone del bianco · h3 pedone del bianco · f2 cavallo del nero · h2 re del bianco · e1 torre del nero | h7 torre del bianco · f6 donna del nero · h6 re del nero · d5 donna del bianco · g5 cavallo del bianco · d4 pedone del nero · a3 pedone del bianco · b3 pedone del bianco · f3 pedone del nero · g3 pedone del bianco · h3 pedone del bianco · f2 cavallo del nero · h2 re del bianco · e1 torre del nero | h7 torre del bianco · f6 donna del nero · h6 re del nero · d5 donna del bianco · g5 cavallo del bianco · d4 pedone del nero · a3 pedone del bianco · b3 pedone del bianco · f3 pedone del nero · g3 pedone del bianco · h3 pedone del bianco · f2 cavallo del nero · h2 re del bianco · e1 torre del nero | h7 torre del bianco · f6 donna del nero · h6 re del nero · d5 donna del bianco · g5 cavallo del bianco · d4 pedone del nero · a3 pedone del bianco · b3 pedone del bianco · f3 pedone del nero · g3 pedone del bianco · h3 pedone del bianco · f2 cavallo del nero · h2 re del bianco · e1 torre del nero | 3 |
| 2 | h7 torre del bianco · f6 donna del nero · h6 re del nero · d5 donna del bianco · g5 cavallo del bianco · d4 pedone del nero · a3 pedone del bianco · b3 pedone del bianco · f3 pedone del nero · g3 pedone del bianco · h3 pedone del bianco · f2 cavallo del nero · h2 re del bianco · e1 torre del nero | h7 torre del bianco · f6 donna del nero · h6 re del nero · d5 donna del bianco · g5 cavallo del bianco · d4 pedone del nero · a3 pedone del bianco · b3 pedone del bianco · f3 pedone del nero · g3 pedone del bianco · h3 pedone del bianco · f2 cavallo del nero · h2 re del bianco · e1 torre del nero | h7 torre del bianco · f6 donna del nero · h6 re del nero · d5 donna del bianco · g5 cavallo del bianco · d4 pedone del nero · a3 pedone del bianco · b3 pedone del bianco · f3 pedone del nero · g3 pedone del bianco · h3 pedone del bianco · f2 cavallo del nero · h2 re del bianco · e1 torre del nero | h7 torre del bianco · f6 donna del nero · h6 re del nero · d5 donna del bianco · g5 cavallo del bianco · d4 pedone del nero · a3 pedone del bianco · b3 pedone del bianco · f3 pedone del nero · g3 pedone del bianco · h3 pedone del bianco · f2 cavallo del nero · h2 re del bianco · e1 torre del nero | h7 torre del bianco · f6 donna del nero · h6 re del nero · d5 donna del bianco · g5 cavallo del bianco · d4 pedone del nero · a3 pedone del bianco · b3 pedone del bianco · f3 pedone del nero · g3 pedone del bianco · h3 pedone del bianco · f2 cavallo del nero · h2 re del bianco · e1 torre del nero | h7 torre del bianco · f6 donna del nero · h6 re del nero · d5 donna del bianco · g5 cavallo del bianco · d4 pedone del nero · a3 pedone del bianco · b3 pedone del bianco · f3 pedone del nero · g3 pedone del bianco · h3 pedone del bianco · f2 cavallo del nero · h2 re del bianco · e1 torre del nero | h7 torre del bianco · f6 donna del nero · h6 re del nero · d5 donna del bianco · g5 cavallo del bianco · d4 pedone del nero · a3 pedone del bianco · b3 pedone del bianco · f3 pedone del nero · g3 pedone del bianco · h3 pedone del bianco · f2 cavallo del nero · h2 re del bianco · e1 torre del nero | h7 torre del bianco · f6 donna del nero · h6 re del nero · d5 donna del bianco · g5 cavallo del bianco · d4 pedone del nero · a3 pedone del bianco · b3 pedone del bianco · f3 pedone del nero · g3 pedone del bianco · h3 pedone del bianco · f2 cavallo del nero · h2 re del bianco · e1 torre del nero | 2 |
| 1 | h7 torre del bianco · f6 donna del nero · h6 re del nero · d5 donna del bianco · g5 cavallo del bianco · d4 pedone del nero · a3 pedone del bianco · b3 pedone del bianco · f3 pedone del nero · g3 pedone del bianco · h3 pedone del bianco · f2 cavallo del nero · h2 re del bianco · e1 torre del nero | h7 torre del bianco · f6 donna del nero · h6 re del nero · d5 donna del bianco · g5 cavallo del bianco · d4 pedone del nero · a3 pedone del bianco · b3 pedone del bianco · f3 pedone del nero · g3 pedone del bianco · h3 pedone del bianco · f2 cavallo del nero · h2 re del bianco · e1 torre del nero | h7 torre del bianco · f6 donna del nero · h6 re del nero · d5 donna del bianco · g5 cavallo del bianco · d4 pedone del nero · a3 pedone del bianco · b3 pedone del bianco · f3 pedone del nero · g3 pedone del bianco · h3 pedone del bianco · f2 cavallo del nero · h2 re del bianco · e1 torre del nero | h7 torre del bianco · f6 donna del nero · h6 re del nero · d5 donna del bianco · g5 cavallo del bianco · d4 pedone del nero · a3 pedone del bianco · b3 pedone del bianco · f3 pedone del nero · g3 pedone del bianco · h3 pedone del bianco · f2 cavallo del nero · h2 re del bianco · e1 torre del nero | h7 torre del bianco · f6 donna del nero · h6 re del nero · d5 donna del bianco · g5 cavallo del bianco · d4 pedone del nero · a3 pedone del bianco · b3 pedone del bianco · f3 pedone del nero · g3 pedone del bianco · h3 pedone del bianco · f2 cavallo del nero · h2 re del bianco · e1 torre del nero | h7 torre del bianco · f6 donna del nero · h6 re del nero · d5 donna del bianco · g5 cavallo del bianco · d4 pedone del nero · a3 pedone del bianco · b3 pedone del bianco · f3 pedone del nero · g3 pedone del bianco · h3 pedone del bianco · f2 cavallo del nero · h2 re del bianco · e1 torre del nero | h7 torre del bianco · f6 donna del nero · h6 re del nero · d5 donna del bianco · g5 cavallo del bianco · d4 pedone del nero · a3 pedone del bianco · b3 pedone del bianco · f3 pedone del nero · g3 pedone del bianco · h3 pedone del bianco · f2 cavallo del nero · h2 re del bianco · e1 torre del nero | h7 torre del bianco · f6 donna del nero · h6 re del nero · d5 donna del bianco · g5 cavallo del bianco · d4 pedone del nero · a3 pedone del bianco · b3 pedone del bianco · f3 pedone del nero · g3 pedone del bianco · h3 pedone del bianco · f2 cavallo del nero · h2 re del bianco · e1 torre del nero | 1 |
|   | a | b | c | d | e | f | g | h |   |

32.Tc7 Te8
Kasparov attacca, ma il computer ha già visto che l'attacco non porta a nulla.
33.Cd6 Te1+ 34.Rh2 Cxf2 35.Cxf7+ Rg7 36.Cg5+ Rh6 37.Txh7+ 1-0
Dopo 37…Rg6 38.Dg8+ Rf5 39.Cxf3, il Nero non riesce a difendere le minacce 40.Cxe1, 40.Tf7 e 40.Dd5+. Kasparov abbandona (diagramma 3).